# Histoire du Danemark
Pour un article plus général, voir Histoire de la Scandinavie.
 (avril 2021).
Si vous disposez d'ouvrages ou d'articles de référence ou si vous connaissez des sites web de qualité traitant du thème abordé ici, merci de compléter l'article en donnant les références utiles à sa vérifiabilité et en les liant à la section « Notes et références ».

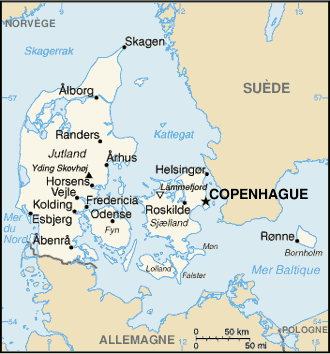
Danemark, 2024

Cet article présente les faits marquants de l'histoire du Danemark.
En 2024, le Danemark, sur un territoire (métropolitain) de 43 094 km2, abrite une population d'environ 6 millions de Danoises et Danois, parlant très majoritairement le danois.
La population était (en millions) de 2 en 1880, 2,4 en 1900, 3 en 1918, 4 en 1945, 5 en 1973.
La diaspora danoise est importante (près de 2 millions), principalement : États-Unis (1,5 million de Dano-Américains), Canada, Brésil, Norvège, Australie, Allemagne, Suède.

## Préhistoire

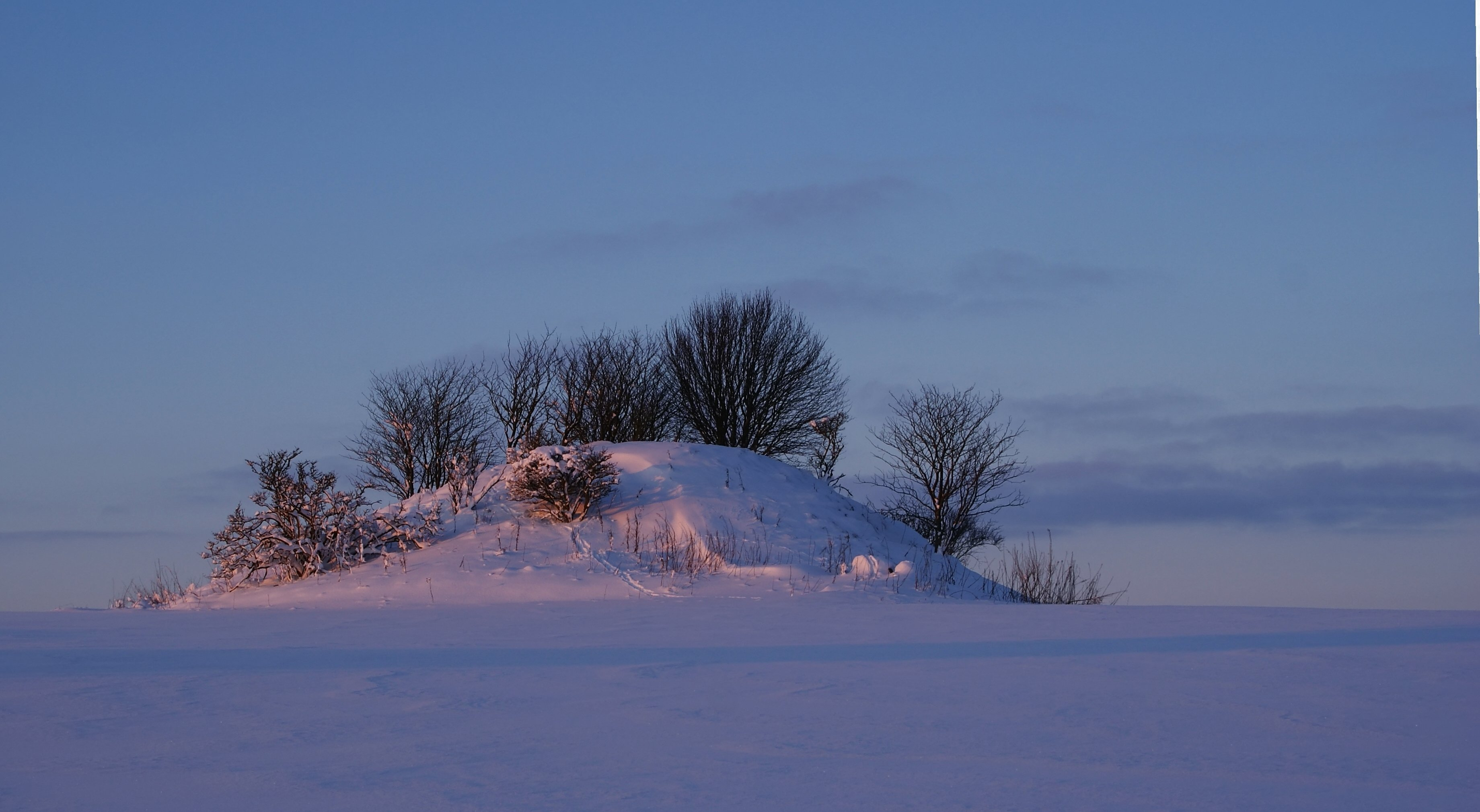
Le tumulus de Tinghøjen, près de Hammershøj.

Les premières traces de civilisation humaine sur le territoire du Danemark remontent à une période interglaciaire de l'âge de la pierre. Après l'âge de glace, la surface de terre ferme était largement supérieure à celle d'aujourd'hui, parce que le niveau de la mer du Nord se situait 100 m plus bas qu'actuellement. Les eaux de la Baltique, alors un bassin d'eau douce, s'élevaient 50 m au-dessus de celles de la mer du Nord.
Comme dans le reste de l'Europe de l'Ouest, le repeuplement post-glaciaire à partir des refuges glaciaires est issue majoritairement des chasseurs-cueilleurs d'Europe du sud pendant 5 000 ans. L'unique haplogroupe du chromosome Y est I2. La couleur bleue des yeux et la couleur sombre des cheveux prédominent durant toute cette période. C'est à cette époque qu'apparaît la culture de Bromme, encore épipaléolithique (10000–8400 av. J.-C.). Les tribus de cette culture, qui ne demeuraient vraisemblablement que de manière saisonnière dans la région, chassaient encore dans la toundra l'élan, le cheval, le sanglier et le renne.

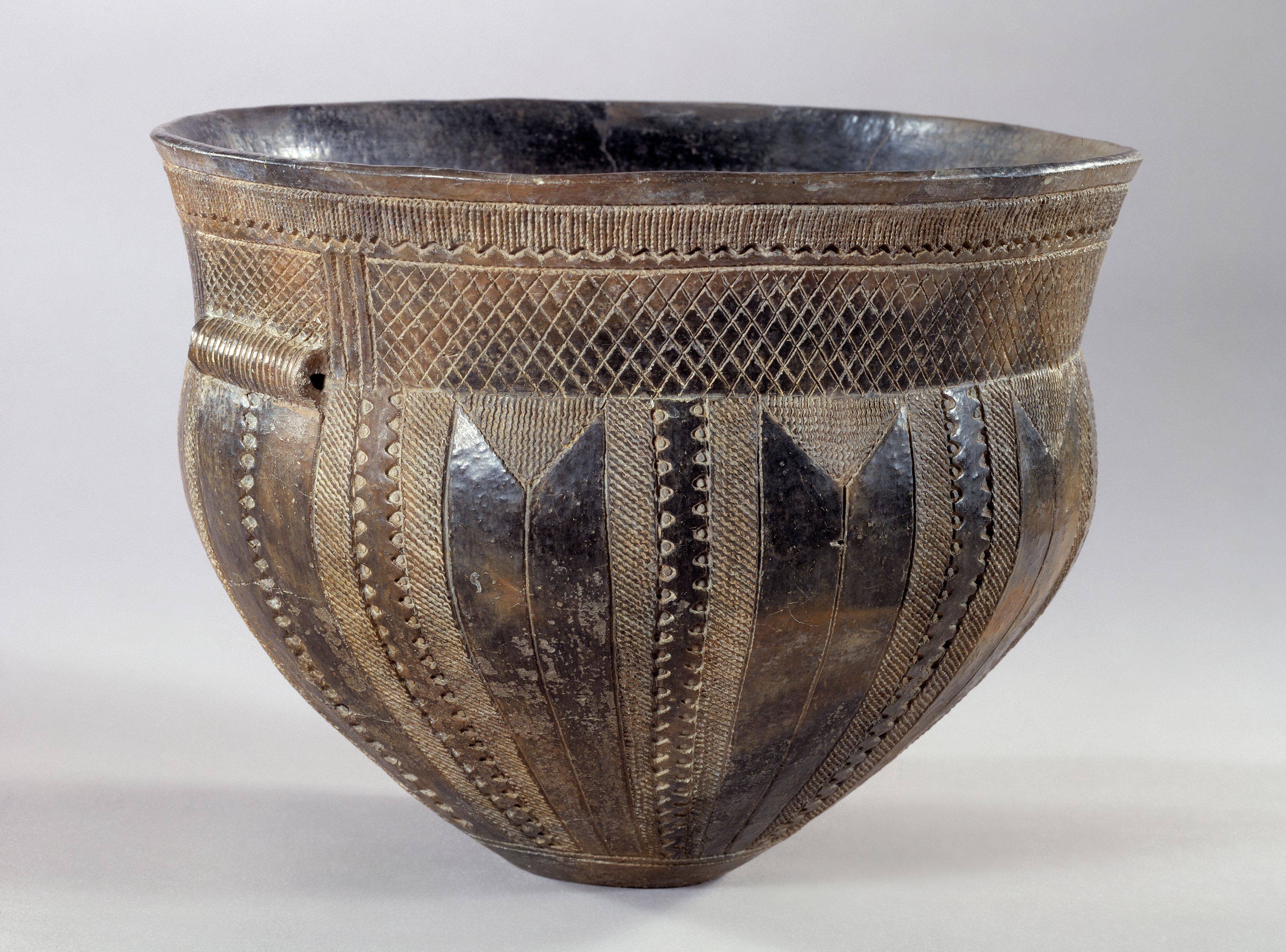
Vase de Skarpsalling, culture des vases à entonnoir, Himmerland, 3200 avant notre ère

Le début du Mésolithique au Danemark correspond au Maglemosien (9000–6300 av. J.-C.), suivi par Kongemosien (6200–5300 av. J.-C.). Si les plus anciens individus du Mésolithique du Danemark ont une alimentation liée à la chasse, elle se modifie par la suite et cette population a de plus en plus accès aux ressources marines. Ainsi, les Kongemosien ont une alimentation plus variée, ils consomment également des baies, des noix, du poisson, des crustacés, des oiseaux et des racines. La dernière culture mésolithique, la culture d'Ertebølle (5300–3900 av. J.-C.), caractérisée par des amoncellements de coquilles, a laissé des traces dans le Jutland. Au cours du Mésolithique danois, les individus des cultures Maglemose, Kongemose et Ertebølle montrent une remarquable homogénéité génétique sur un transect de 5 000 ans dérivant presque exclusivement d'une source sud-européenne (Italie, 15000 - 9000 AP) qui prédomine plus tard en Europe occidentale. Ces transitions culturelles se sont produites au sein de la même continuité génétique, ce qui exclut une diffusion démique et soutient l'hypothèse d'un continuum de population,.
L'arrivée du Néolithique est tardive (~ 3900 av. J.-C.) et est introduite par les populations du courant danubien. La culture des vases à entonnoir est la première à pratiquer l'agriculture. Des similitudes dans la culture matérielle et les activités d'extraction de silex semblent suggérer que les premiers agriculteurs du sud de la Scandinavie étaient originaires ou avaient des relations sociales étroites avec la culture de Michelsberg d'Europe centrale. Elle a pour conséquence un changement profond de la population de la région avec relativement peu de contribution de la population de chasseurs-cueilleurs locaux. Le mélange chasseurs-cueilleurs observé chez les individus danois semble s'être produit avant l'arrivée des agriculteurs entrants dans la région, probablement en Europe centrale. L’alimentation change également soudainement, et revient à une consommation purement terrestre. La pratique agricole est caractérisée par des défrichements répétés de la forêt par le feu, suivis de repousses. La proportion de cheveux de couleur plus claire augmente fortement au Néolithique dans la population. Les anciennes populations de chasseurs-cueilleurs au Danemark semblent avoir survivécu plusieurs siècles en parallèle avec les sociétés agricoles. Les populations de « fermiers » de la fin du Néolithique possèdent une proportion non négligeable d'ascendance génétique issue de ces chasseurs-cueilleurs du Danemark ce qui suggère un flux de gènes de cette ancienne population dans la population des fermiers.
Le Néolithique au Danemark est relativement court (environ 1 000 ans) avant l’apparition de la culture de la céramique cordée et de populations dont l'ascendance est liée à la steppe pontique. Cela se traduit notamment par l'apparition des poignards en silex de la fin du Néolithique. Génétiquement, cela se manifeste également par l'apparition de l'haplogroupe du chromosome Y: R1 et l'augmentation de la taille de la population. Le régime alimentaire en revanche demeure essentiellement terrestre. La proportion d'ascendance des steppes dans le génome de ces anciens Danois est comprise entre 60 et 85 %. La pratique agricole change avec le début de la culture des tombes individuelles, lorsque la forêt augmente à nouveau, cette fois dominée par les arbres forestiers primaires, en particulier les tilleuls Tilia et les ormes Ulmus. Ces transformations reflètent le développement d'une division plus permanente du paysage en zones de pâturage ouvertes et en forêts. Dans l'ouest du Jutland, cette phase est caractérisée par une ouverture à grande échelle du paysage, vraisemblablement à la suite de l'impact humain visant à créer des pâturages.
Au cours de la phase III du Néolithique supérieur et de l'Âge du Bronze qui est datée vers 1900 av. J.-C. apparaît un groupe distinct d'individus scandinaves dominés par des mâles avec des haplogroupes Y I1. L'haplogroupe I1 du chromosome Y est l'un des haplogroupes dominants chez les Scandinaves d'aujourd'hui. L'augmentation rapide de la fréquence de cet haplogroupe et de l'ascendance génomique associée coïncide avec l'augmentation de la mobilité humaine observée alors en Suède, suggérant un afflux de personnes venant des régions de l'est ou du nord-est de la Scandinavie, et l'émergence de sépultures dans des cistes de pierre dans le sud de la Suède, qui ont été également introduit dans l'est du Danemark au cours de cette période.
Ces populations de la phase III du Néolithique supérieur et de l'Âge du Bronze constituent la source d'ascendance prédominante pour les Scandinaves de l'âge du fer et des Vikings ultérieurs et d'autres groupes européens anciens avec une association scandinave ou germanique documentée (par exemple, les Anglo-Saxons et les Goths).
- Préhistoire de la Scandinavie
- Âge de pierre en Scandinavie (en)
- Chasseurs-cueilleurs scandinaves (en)
- Culture de Hambourg

## Âges des métaux

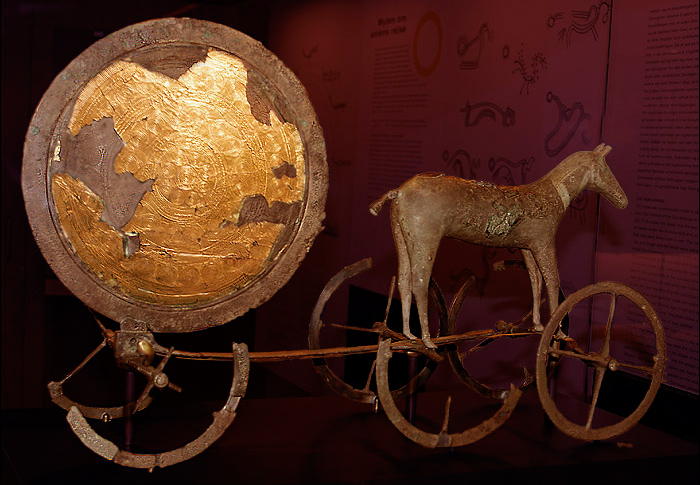
Le célèbre char solaire de Trundholm (appelé Solvognen en danois), sculpture représentant le soleil tiré par une jument (environ 1400 av. J.-C.).
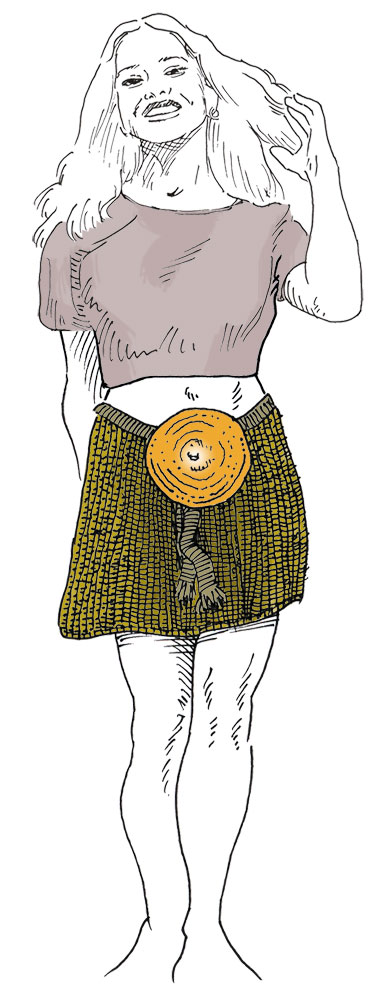
Fille d'Egtved
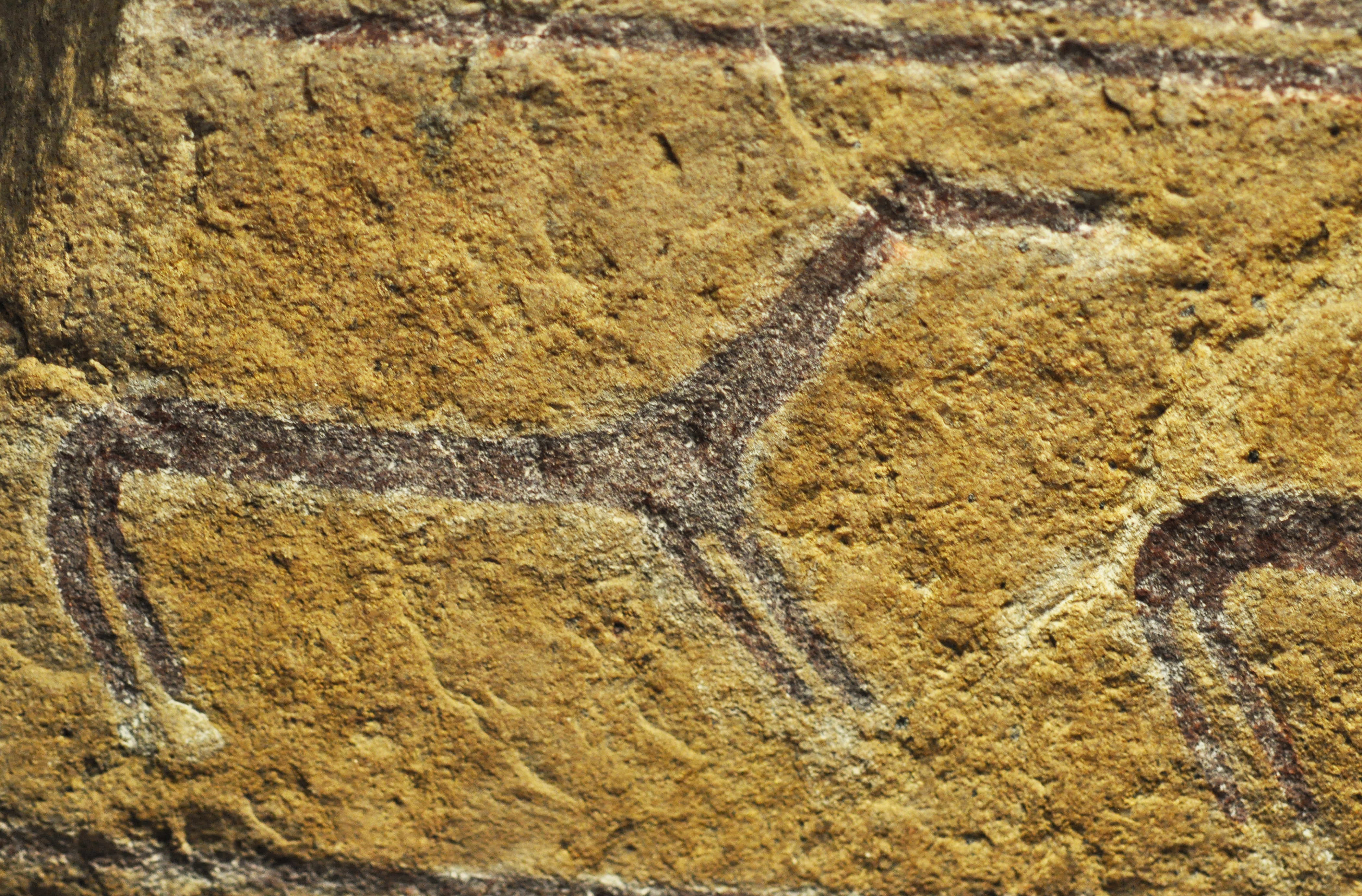
Tombe royale de Kivik
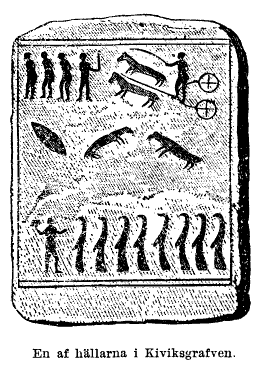
Tombe royale de Kivik
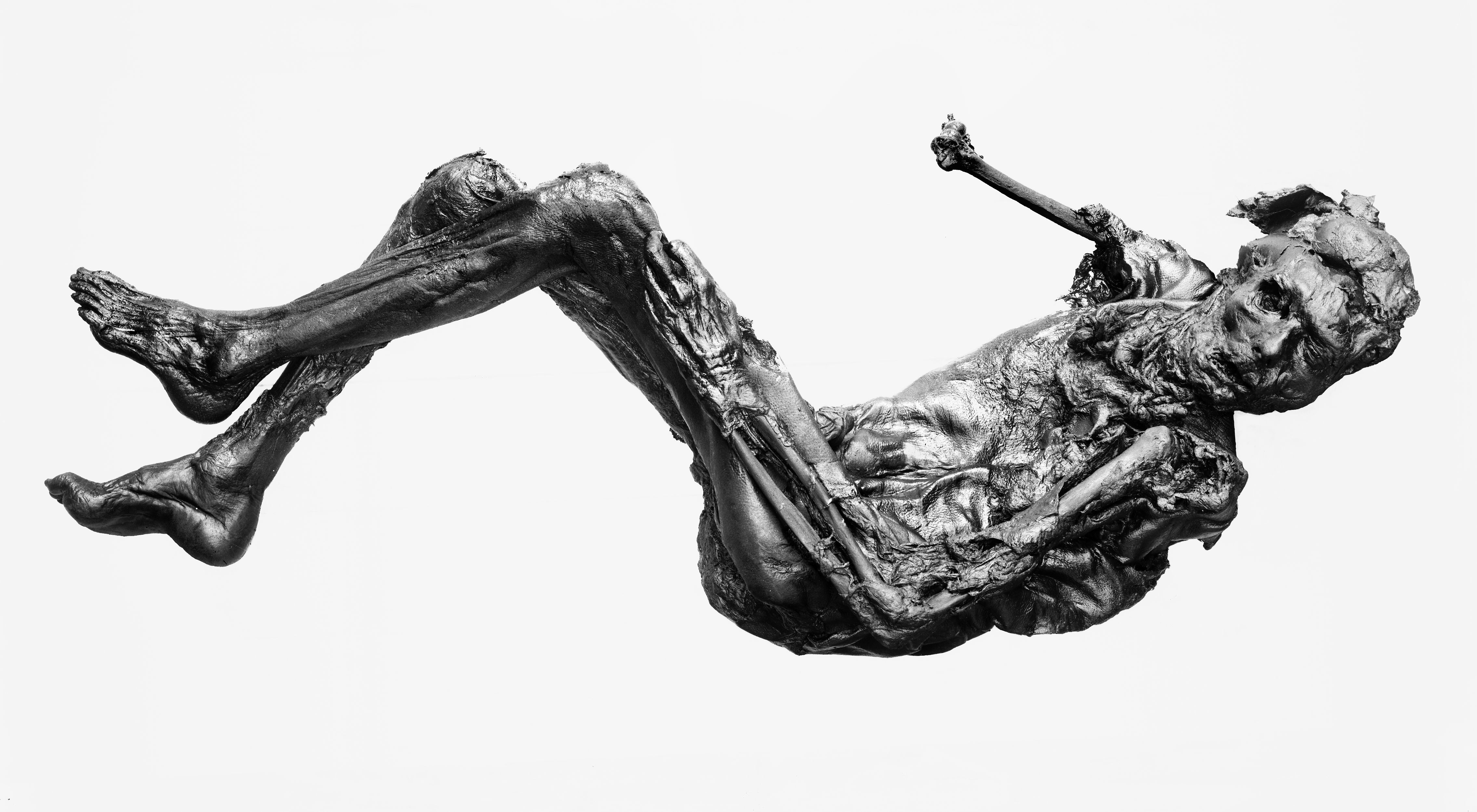
Homme de Borremose

L'âge du bronze danois se situe entre -1400 et -450. Les spécialistes pensent que les chars solaires illustrent un important fondement mythologique de l'âge du bronze. C'est à cette période que se forment des communautés rurales notoires.
Pendant l'âge du fer (500 av. J.-C. - 1 apr. J.-C.), le climat du Danemark et de la Scandinavie méridionale devient plus frais et plus humide, limitant l'agriculture et forçant les groupes indigènes à émigrer vers le sud, en Germanie. À cette époque, les habitants commencent à extraire le fer des marais de tourbe.
Les preuves de l'immigration celtique datent de cette période au Danemark et en beaucoup d'endroits de l'Europe du Nord-ouest, leur passage se reflétant dans certains noms de lieux les plus anciens. Pourtant, les spécialistes du monde celte, tel que Venceslas Kruta, signalent que, mis à part le mobilier et les emprunts techniques, la culture locale n'est pratiquement pas influencée. La culture de Jastorf du IVe siècle av. J.-C. au Ier siècle av. J.-C. attestée au Jutland et en Allemagne la plus septentrionale aurait joué par contre un rôle à la dimension de la Scandinavie pendant son épanouissement.
C'est en 113 av. J.-C. que sont mentionnés pour la première fois les Cimbres et les Teutons, établis dans le Jutland et au sud de celui-ci. L'épuisement de la terre cultivée, les transgressions marines ou autres ondes de tempêtes, l'importance des zones tourbeuses semblent avoir contribué aux migrations croissantes entre les contrées de l'Europe nordique, ou plus simplement hors de celles-ci et aux conflits des tribus teutonnes avec les colons romains en Gaule ou en Italie du nord.
La culture nordique subit fortement l'influence de la civilisation de la céramique méditerranéenne. Au Ier siècle av. J.-C., après une lente phase d'expansion sur une grande part du nord de l'Allemagne actuelle, émerge le monde germanique, caractérisé par des langues et des structures familiales germaniques.
Les provinces romaines dont les frontières sont proches du Danemark ont entretenu des relations commerciales avec les peuples danois, attestées par des pièces de monnaie romaine retrouvées dans le pays. La première inscription runique mise au jour date de l'an 200 environ. Du IIe au VIe siècle, on trouve des traces d'un début de cité majeure à caractère central, qui entretenait des relations commerciales loin à la ronde, au sud-est de la Fionie.
Sous l'influence des échanges avec le monde romain, le processus de stratification sociale se renforce particulièrement à partir du IIe siècle. Les chefs qui émergent de cette reconfiguration concentrent les pouvoirs politico-militaires, les prérogatives culturelles et le profit commercial. Le complexe de Gudme-Lundeborg est un site archéologique qui atteste de cette concentration des fonctions commerciales, politiques et culturelles au sein d'un même groupe d'individus. Au cours des IIIe siècle et IVe siècle, des lieux de pouvoir majeurs apparaissent comme à Gudme, Albjerg, Gudbjerg (en) et Bornholm (Sorte Muld). Les îles sont privilégiées pour l'implantation des centres politiques et économiques en mesure de contrôler des détroits stratégiques, assurer une maîtrise des mers et organiser des échanges et des raids. La péninsule du Jutland se développe également autour de la ferme seigneuriales de Dankirke (en).

### L'âge du fer germanique

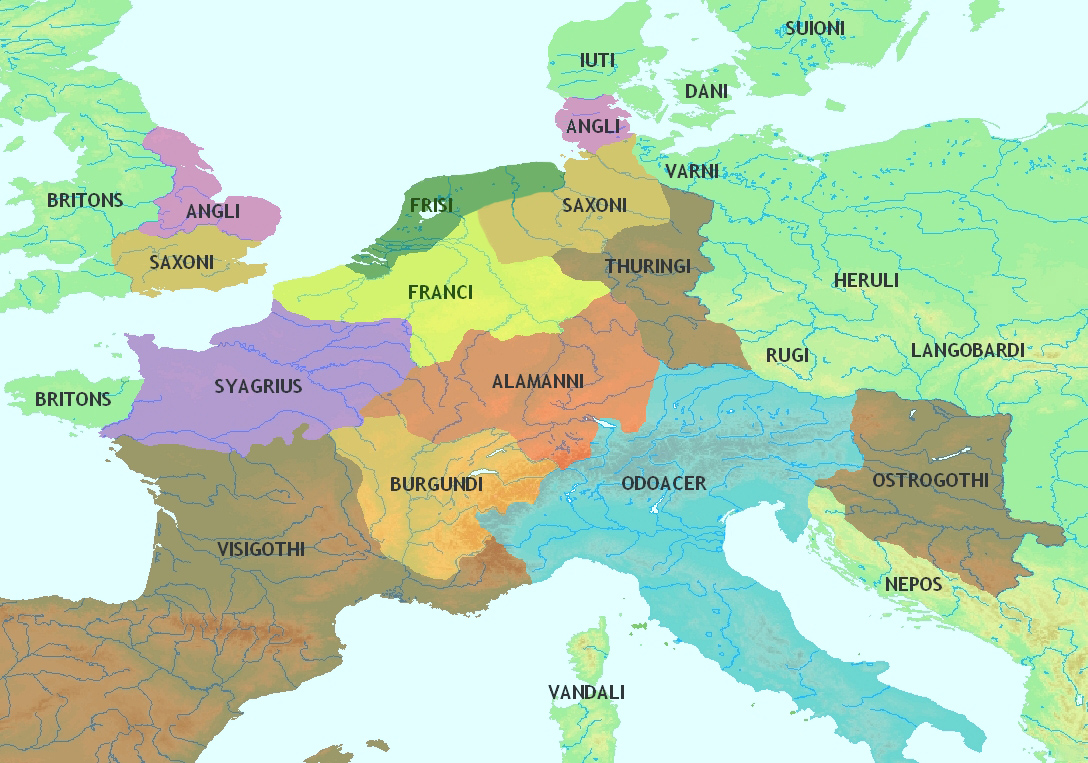
L'Europe centrale au Ve siècle.
Angli: Angles
Dani: Danois
Iuti: Jutes
Franci: Francs
Frisi: Frisons
Heruli: Hérules
Saxoni: Saxons
Varni: Wendes

L’âge du fer germanique est une période comprise entre 400 et 800 apr. J.-C., au moment des invasions barbares. Son début est marqué par la chute de l’Empire romain et la montée en puissance des « royaumes barbares » en Europe occidentale. Parmi les restes les plus connus de cette période, il convient de citer les « hommes des tourbières », qui semblent être les corps préservés de deux hommes étranglés, peut-être au cours d'un sacrifice communautaire ou d'une exécution de prisonniers condamnés à mort.
Entre 400 et 500, les Jutes, ainsi que les Saxons, les Angles et les Frisons, colonisent l'île nommée Britannia par les Romains (l'actuelle Grande-Bretagne), en passant par la Mer du Nord.

### Période des migrations: installation légendaire des Daner
Les incursions au Danemark depuis le nord augmentent au Ve siècle. Les ancêtres des Danois d'aujourd'hui seraient une tribu appelée Daner. Vraisemblablement originaires du sud de la Suède, en particulier de Scanie et du Halland, ils s'installent au Jutland et dans quelques îles de la Baltique occidentale aux alentours de l'an 500. Ils chassent alors du territoire les anciennes tribus germaniques qui s'y étaient installées auparavant. Dès lors, leur nom est appliqué à tout le Jutland par les Germains vivant au Sud.
Pendant la première moitié du VIe siècle, l'existence et les faits guerriers des Danois sont mentionnés dans des sources gothiques, franques et byzantines. Parmi celles-ci figure notamment le récit fait par Procope des migrations des Hérules depuis la région du Danube vers le nord. L'un des peuples qu'ils approchent y est appelé les Danoi. Jordanès décrit dans son Histoire des Goths des conflits entre Danois et Hérules. Cet historien est d'avis que les Danois sont des descendants des Suédois. Grégoire de Tours qualifie le roi Chlochilaïc de « roi des Danois » ; c'est l'adaptation en latin du nom vieux norrois Hugleikr, en anglais ancien il se nommerait Hygelac. Le poète Venance Fortunat célèbre, dans ses louanges aux rois francs Clotaire Ier et Chilpéric Ier, leurs victoires sur les Danois.
Comme le rappelle cette facile victoire franque et le VIIe siècle suivant, les peuples danois des détroits de la mer Baltique sont soumis aux flux humains et à l'influence culturelle incessante et durable des peuples de la Baltique, à commencer par les Wendes et les Slaves. Il ne constitue une menace que par leur instabilité chronique et leur division incessante.

### Crise et stabilisation politique
À partir du VIe siècle, la région est touchée par la peste de Justinien comme le reste de l'Europe. À ceci s'ajoute l'impact climatique sur la démographie de plusieurs éruptions volcaniques survenues entre 536 et 547 en Islande. Cette situation, jointe à un refroidissement climatique, provoque de mauvaises récoltes et des crises alimentaires. Cette chute des températures pousse la population à renoncer l'exploitation de certaines régions. Combiné à l'épidémie de peste, les pertes démographiques ont pu atteindre 50%, comparable au choc provoqué dans le bassin méditerranéen.
Vers la seconde moitié du VIe siècle, la diminution des données archéologiques semble démontrer la transition que subissent les sociétés avec la raréfaction de tombes ostentatoires et la disparition de la pratique des dépôts sacrificiels (par exemple : Nydam Mose). Cette situation est interprétée comme une stabilisation politique dans laquelle les luttes militaires et de prestige diminuent entre les chefs et rois. Toutefois, les sociétés demeurent fragiles sur le plan politique car le chef ne peut asseoir son autorité qu'en fonction de ses succès militaires et l'affichage de sa générosité. Il dépend de l'approbation d'un conseil qui se renforce progressivement vers le système des thing.
Dès le VIIe siècle, la consolidation de certains pouvoirs locaux s'étend et s'impose sur des régions plus vastes sans réellement représenter un royaume à l'ensemble clairement délimité. Les souverains dont font part les saga relèvent généralement de l'ordre du légendaire pour cette période. Ces textes, produits plusieurs siècles plus tard, s'inscrivent dans une reconstruction historique. Il semble cependant qu'un premier royaume se constitue chez les Danois dès le VIe siècle autour de la péninsule du Jutland, de la Fionie et de Seeland. Cependant les premières traces d'un pouvoir fort capable de mobiliser hommes et ressources sont plus anciennes comme à Danevirke, une fortification où les premières phases de construction remontent à l'an 500. Bien que le contexte de cette construction soit inconnu, il indique qu'un pouvoir s'impose durablement dans la région.
C'est au VIIIe siècle que se constituent les premières villes. La plus ancienne ville du Danemark est Ribe (sud du Jutland). Les premières traces d'urbanisation retrouvées à Aarhus et à Copenhague datent également de cette époque. Les Danois qui ont mieux su préserver leur langue que leur culture et institution germaniques, seraient les premiers habitants sédentarisés de manière durable sur ce territoire sans être esclaves. Ces petits peuples paysans, organisés en cantons de défense, n'en sont pas moins restés par nécessité des marchands et des guerriers redoutables.

## Haut Moyen Âge
- Rune, pierre runique, liste de pierres runiques au Danemark

### Les rois danois duVIIIeauXesiècle
La première union centralisée aurait lieu vers 705. On a dès lors une succession de rois danois de caractère plus ou moins légendaire :
- Harald Hildetand (Dent de Combat), de 705 à 735, crée le premier rassemblement régional de clans danois organisés en royaume ;
- Sigurd Ier Ring autour de 740 ;
- Ragnar Ladbrogde autour de 770.

Les rois suivants sont attestés par les sources franques, en particulier les Annales regni Francorum, du fait que les Danois ont alors plusieurs occasions d'entrer en relation avec l’État dirigé par Charlemagne :
- Siegfried Ier de Danemark, attesté comme roi de 777 à 798[13] : en 777, il offre l'asile à Widukind, chef saxon en rébellion contre Charlemagne ;
- son fils Godfred lui succède probablement ; en 808, il entame la construction d'une ligne de fortification sur sa frontière méridionale, afin de protéger le pays contre les incursions des Francs ;
- en 810, Hemming lui succède : il signe dès 811 avec Charlemagne un traité qui garantit ses frontières, mais est tué dès 812, peut-être au cours d'une guerre civile.

En juin 826, Harald Klak se fait baptiser à Ingelheim, puis part reconquérir son royaume contre les fils de Godfried. Entre 826 et 829, une partie du pays est évangélisée à son instigation par un moine, Anschaire. Harald Klak meurt en 863.
En 878, le roi Guthrum l'Ancien se fait baptiser avec pour parrain le roi Alfred le Grand.
L'affaiblissement des Francs au cours du Xe siècle favorise la monarchie danoise qui réussit à se défendre des invasions venues du Sud. L'union est achevée sous le règne de Harald Ier de Danemark « à la dent bleue », mort vers 987.
Les pierres runiques comme la grosse pierre de Jelling, sur lesquelles apparaît pour la première fois le nom « Danemark », sont souvent considérées comme l'acte de naissance du Danemark.

### L'époque Viking

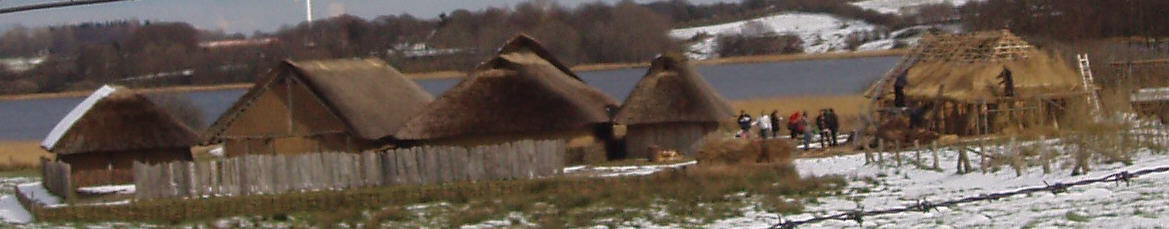
Reconstitution du village viking de Haithabu (Hedeby)

L'entreprise de raids de pillage dès la fin du VIIIe siècle, de même que la majeure partie de la seconde étape de colonisation et d'installation au long des rivages de l'Atlantique et des mers bordières (actes précurseurs dans la maritimisation du Danemark) est une activité essentiellement privée. Si la première phase de terreur pourrait être décrite sous le qualificatif viking, la seconde phase d'installations des Nortmanni et surtout la soumission de vastes parties de territoire à l'autorité et à l'imposition d'un tribut régalien nécessite un soutien logistique de chefs de guerre et de rois. Le Danelaw, statut légal confondu avec un vaste territoire à l'est de l'Angleterre en témoigne.
Presque tous les villages danois datent de l'époque viking et ont donc plus de 800 ans. Les villages, dont le nom se termine en -heim, -ing(e), -lev, -løse et -sted font partie des plus anciens. Ils apparaissent déjà à l'époque des migrations. Les noms de village contenant -torp et -toft(e) sont probablement arrivés d'Angleterre aux VIIIe et IXe siècles[Quoi ?], ceux en -by provenant de Suède[réf. nécessaire].
Les villages dont le nom se termine par -rød, -rud, -tved, -holt, -skov, -have et -løkke indiquent que les terres sur lesquels ils se sont développés, ont été gagnées par défrichage au XIIIe siècle.[réf. nécessaire]
De nombreuses expéditions vikings sont organisées dès la fin du VIIIe siècle.
Leurs fréquentes incursions désolent surtout la Grande-Bretagne et l'Irlande, puis l'Empire carolingien et, dans une moindre mesure, l'Espagne pendant plus d'un siècle.
La « Grande armée païenne » débarque en Est-Anglie, conquiert progressivement une partie du territoire (les terres sous leur domination sont alors appelées Danelaw).
La domination viking sur l'entièreté de l'Angleterre perdure jusqu'en 1066[réf. souhaitée].

### Naissance du Danemark
S'il reste complexe de déterminer les tenants de l'émergence d'un royaume danois, plusieurs indices archéologiques laissent penser que les premières étapes de consolidation politique peuvent se dérouler au Ve siècle dans le Jutland. Les traces matérielles se multiplient particulièrement au VIIIe siècle et l'île de Samsø occupe une position centrale. On retrouve un canal de 500m de long daté de 726 sur l'île de Seeland dont la vocation est vraisemblablement militaire afin de sécuriser les eaux de l'archipel. Si ces preuves archéologiques confirment qu'un pouvoir politique en place est en mesure de fédérer autant de ressources et d'homme, la délimitation du royaume reste débattue. Pour certains, il s'étend au Vestfold et en Scanie, pour d'autres il se limite au Jutland et à l'île de Fionie.

En parallèle de ces constructions se réorganise le peuplement du Jutland qui quitte Dankirke (en) pour se recentrer à Ribe, potentiellement fondé par le roi Ongendus. Cependant, il est impossible de déterminer l'état exact du royaume qui apparait très morcelé dans les Annales regni Francorum au début du IXe siècle. La suite du IXe siècle est marquée par de multiples affrontements internes et laisse supposer que le pouvoir des rois danois reste limité, aux côtés de petits rois et chefs tribaux.

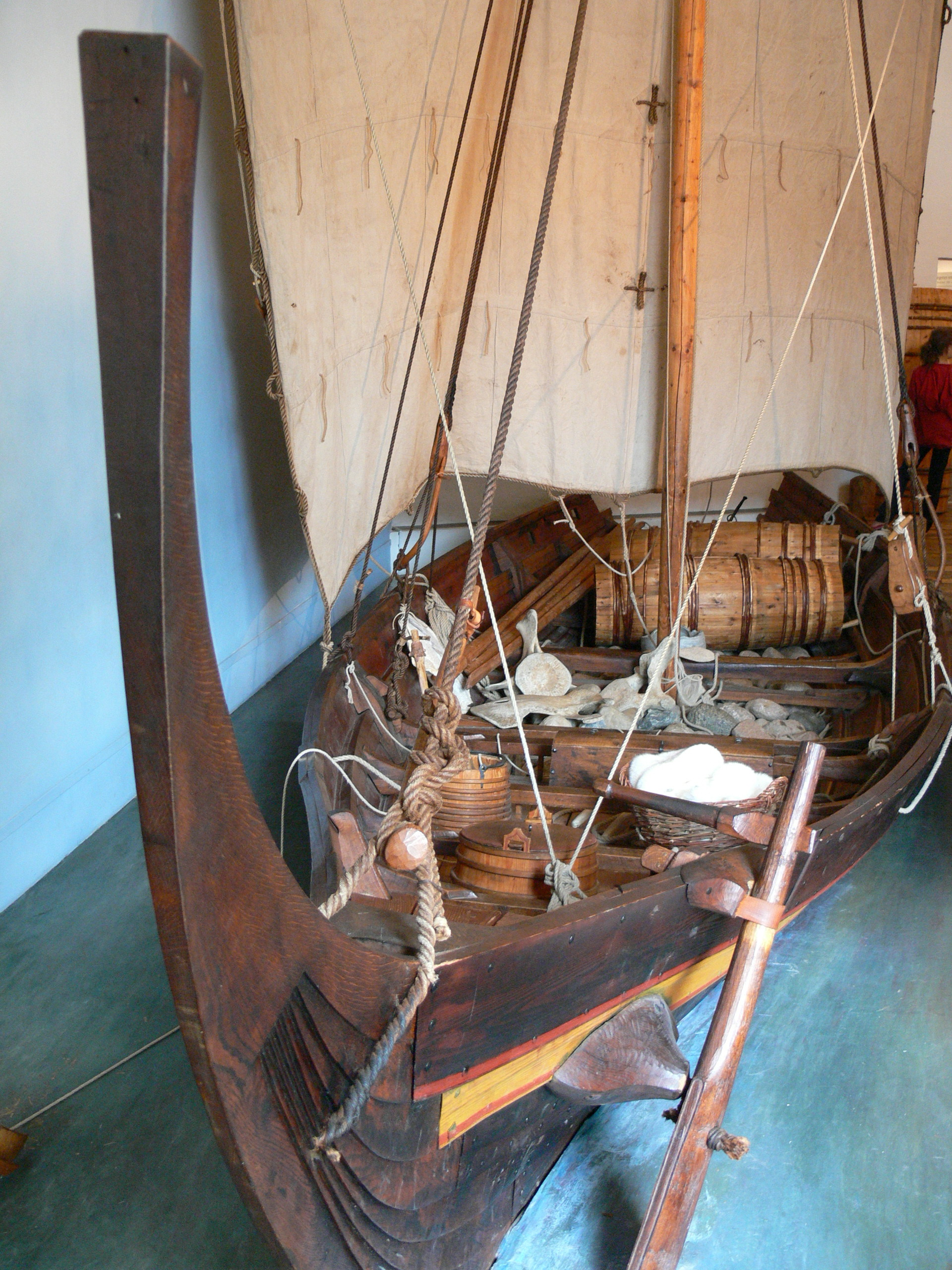
Navire viking au musée de Ribe

Aux environs de 730, les Danois construisent près de Schleswig un important système de fortification pour se protéger des Saxons : le Danevirke, ligne défensive d'une trentaine de kilomètres de long. Vers 800, un roi danois local enlève les marchands internationaux établis à  Rerik, alors en territoire slave, et les réinstalle à Haithabu[réf. nécessaire] (aujourd'hui Hedeby).
Selon les Annales regni Francorum, le Danemark se trouve régulièrement en situation politique complexe avec plusieurs petits rois qui se livrent à des guerres internes. Au début du IXe siècle, Godfred règne depuis 804 et est assassiné en 810. Il laisse place à son neveu, Hemming, qui ne règne que deux ans et meurt dans des circonstances inconnues. Une crise de succession secoue ensuite le royaume et deux camps s'affrontent : celui de Siegfried II et celui d'Anulo. Ils trouvent la mort lors d'une bataille qui mobilise de nombreux hommes en 812. Harald Klak et son frère Reginfred gouvernent brièvement avant d'être chassés par Horik Ier.
Dans les décennies suivant l'an 900, le Danemark n'est pas gouverné par un souverain unique mais se trouve au contraire sous l'influence de deux, si ce n'est trois centres de pouvoir. Le sud du Jutland et la cité commerçante de Haithabu (Hedeby) sont entre les mains de rois suédois envahisseurs, dont la présence est attestée par Adam de Brême et par deux des pierres runiques de Haithabu. Les Suédois occupaient le Lolland. À Jelling, une autre maison royale, venue de Norvège après Adam de Brême aux environs de l'an 900, avait son siège. Il existe en revanche des doutes quant à la domination du Seeland et de la côte de Scanie par Håkon le Bon.
En 934, Henri Ier de Saxe responsable de l'ancienne marche carolingienne du Schleswig méridional défait Knut Ier à la bataille de Haithabu. Le roi danois vaincu devient alors son obligé, il doit payer un tribut et sa famille est contrainte de se convertir à la foi chrétienne. À la suite de ce traité, les incursions danoises en territoire frison depuis l'embouchure de l'Eider s'interrompent jusqu'en 980. Les Vikings danois semblent s'être alors tournés vers l'est. Une pierre runique[Laquelle ?] de cette époque honore en effet un guerrier tombé en Suède. D'après les annales de Corvey pour l'année 934[réf. souhaitée], « les Danois » s'étaient soumis à Henri Ier. Le territoire exact que cela représentait (en particulier la mesure dans laquelle le Jutland était aussi concerné) n'y est pas indiqué.

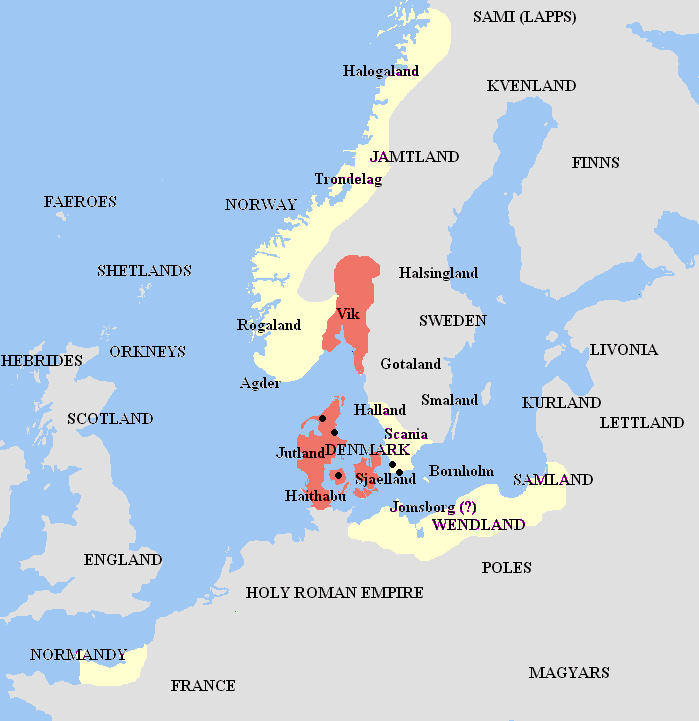
Le royaume de Harald à la dent bleue (rouge) et ses vassaux (jaune)

On ne sait d'ailleurs pas précisément ce que les gens de l'époque désignaient par Danemark. Les écrits[Lesquels ?] d'Alfred le Grand sur les voyages d'Ottar et de Wulfstan, le témoignage le plus ancien à ce sujet, appelaient « Danemark » le sud de l'actuelle Suède, y compris la Scanie, les îles de Falster, du Lolland, du Langeland et probablement aussi le Seeland ainsi que les autres îles danoises orientales. Ce n'est que sur une pierre[Laquelle ?] trouvée au nord du Jutland, datant de l'époque des pierres de Jelling, que le Nord-Jutland est pour la première fois cité comme faisant partie du Danemark, peut-être une conséquence de l'unification sous Harald à la dent bleue. Pourtant c'est au Xe siècle que s'impose l'appellation Danemark, qui semble résulter de l'appellation chrétienne et carolingienne de l'ancienne marche des Danes[évasif]. Plus que les Daner mythiques du Ve siècle, la racine locative germanique * dan indique que ce sont des habitants du lieu géographique, donc de la Scandinavie méridionale[pas clair].

### Une christianisation lente
L'histoire du christianisme au Danemark se recoupe en partie avec celle de l'époque viking décrite ci-dessus. Aux alentours de l'an 725, l’archevêque d’Utrecht d’origine anglo-saxonne Willibrord se rend au Danemark. Il y est reçu par le roi Ongendus (sans doute Angantyr)[réf. souhaitée]. Malgré ses efforts, le roi refuse de se convertir. Aucune autre tentative d'évangélisation n'a lieu sous Charlemagne, celui-ci refusant que les missionnaires se rendent dans des territoires non soumis à son autorité. Cette interdiction était liée à son idée qu'Empire et Église étaient indissociables[réf. nécessaire].

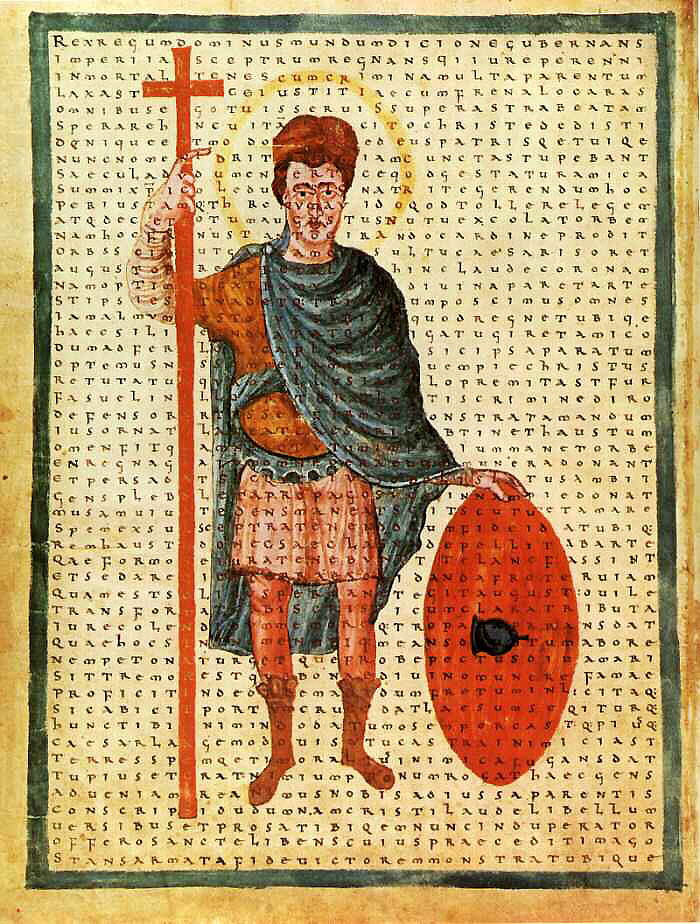
Miniature contemporaine de l'école de Fulda datant de 826 représentant Louis le Pieux. Liber de laudibus Sanctæ Crucis, par Raban Maur.

Par la suite, le Danemark devient un lieu de conflit d'influence entre les Églises franques, anglaises et d'Hambourg-Brême. Tout d'abord, sous le règne de Louis le Pieux, le missionnariat au-delà de la frontière nord de l'Empire reprend par l'intermédiaire d'Ebon de Reims. L'assassinat du roi viking Godfried en 810 fait avancer cette entreprise. Dans la querelle successorale qui s'ensuit, Harald Klak se fait baptiser à en 826, à l'abbaye Saint-Alban devant Mayence, avec 400 de ses partisans, dans l'espoir que cette conversion incite l'empereur Louis le Pieux à le soutenir[réf. nécessaire]. C'est l'occasion pour l'Église de poursuivre la mission en Scandinavie entamée en 823 par Ebon de Reims[réf. nécessaire]. Le missionnaire Anschaire ou Ansgar accompagne Harald dans sa marche pour la conquête du pouvoir. Cependant, Harald échoue et avec lui l'évangélisation du territoire[réf. nécessaire].

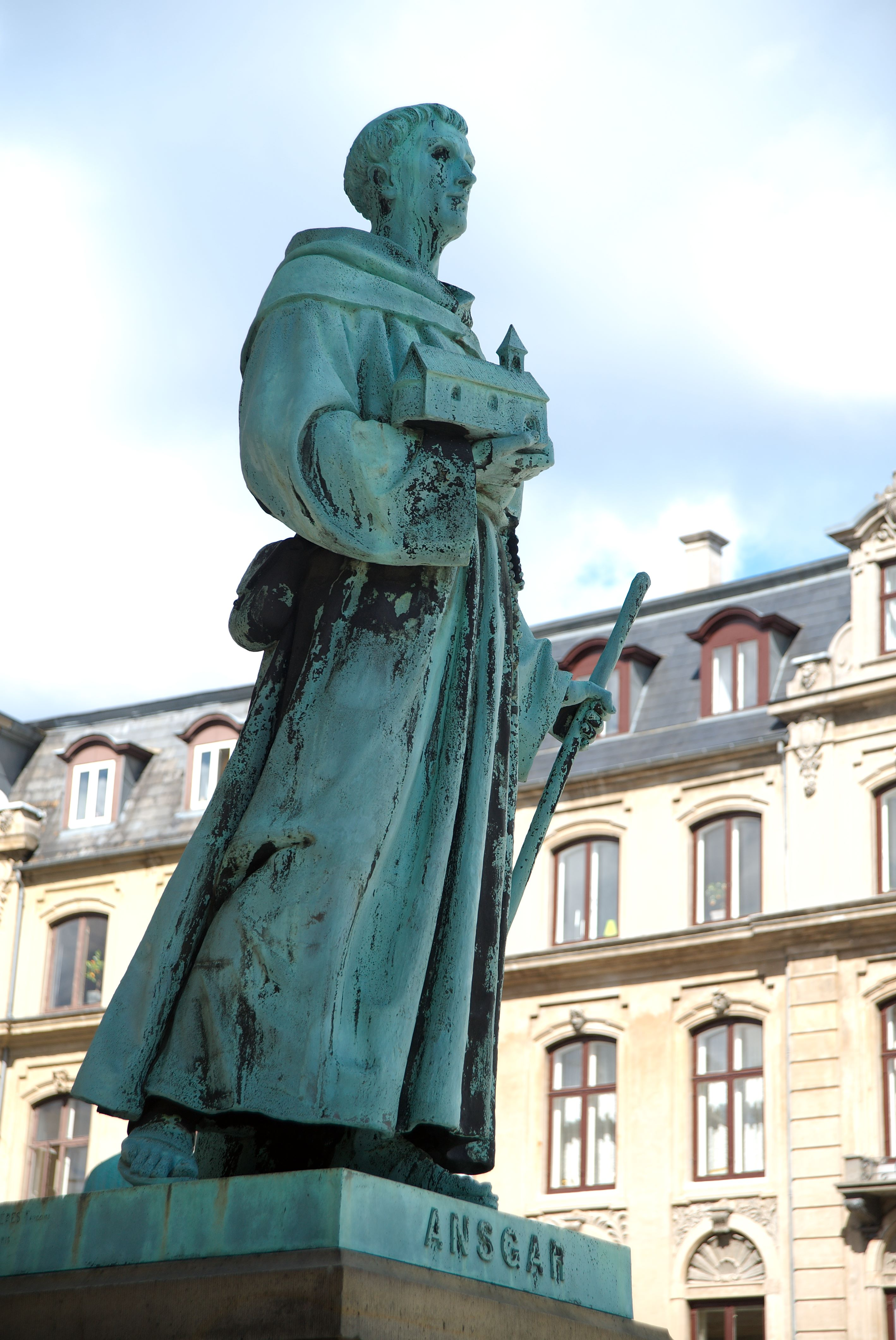
La statue d'Anschaire ou Ansgar, saint patron du Danemark devant la Marmorkirke (église de marbre) de Copenhague.

En 831, l'archevêché de Hambourg est créé à l'occasion d'un synode convoqué par l'empereur Louis. Anschaire est nommé archevêque et se voit octroyer le droit d'investir des évêques en Scandinavie et d'y envoyer des prêtres. L'intention politique sous-jacente est d'intégrer le Nord à l'Église impériale, ce qui n'est possible qu'avec un siège épiscopal dans l'empire. La campagne d'évangélisation s'interrompt brutalement en 845, après le pillage de Hambourg par les Danois, parce que toutes les ressources ont été détruites. Les archevêchés de Hambourg et de Brême sont alors réunis. L'archevêque Anschaire rencontre le roi du Danemark Horik Ier vers 850, conjointement avec les émissaires de Louis le Germanique. Il ne parvient pas à le convaincre de se faire baptiser mais reçoit de sa part l'autorisation d'ériger une église à Schleswig[réf. souhaitée]. Horik entre en conflit avec ses neveux vers 850 pour des questions de succession sur le trône. Il tombe au combat en 854 dans une guerre civile et avec lui, tous ses conseillers favorables à Anschaire. Le seul survivant de son clan est Horik II. Celui-ci est dans un premier temps sous l'influence du puissant Jarl Hovi de Schleswig, opposé aux chrétiens. Horik II se débarrasse toutefois rapidement de son conseiller et se tourne vers Anschaire, lui demande des prêtres, offre à l'église un terrain pour construire une église à Ribe et y autorise la présence d'un prêtre. Bien qu'il refuse lui aussi le baptême, Horik II envoie en 864 des cadeaux au Pape Nicolas Ier. Pendant les conflits avec l'archevêque de Cologne suscités par la création de l'archevêché de Hambourg-Brême, le travail des missionnaires au Danemark ralentit à nouveau. Il ne reprend que sous l'archevêque Unni de Hambourg, lequel recommence à envoyer des prêtres au Danemark, avec le soutien de Harald à la dent bleue. Le père de ce dernier, Gorm l'Ancien avait unifié le Danemark mais ces croyances étaient inconditionnellement païennes et il y détruit probablement l'église de Schleswig[réf. nécessaire].
Harald Ier fonde, dès son entrée au pouvoir avec son père Gorm l'Ancien aux environs de 940, trois évêchés au Danemark: Schleswig, Ribe et Aarhus. Dans les années 980 vient s'ajouter l'évêché d'Odense en Fionie. Les évêques sont tout d'abord recrutés en Angleterre, ce qui suscite des tensions avec Hambourg-Brême dont les évêchés relèvent. En 965, année du baptême du roi par le prêtre Poppo tous les évêchés danois sont libérés, par privilège impérial, de l'obligation de verser un impôt et du droit d'ingérence des baillis impériaux. Le but est d'exclure toute atteinte à la souveraineté du roi du Danemark. L'archevêque de Brême est alors le seul lien entre le Danemark et l'Empire. Le roi danois conserve la compétence d'investir les évêques sur son territoire mais les évêques danois sont des suffragants de l'archevêque de Brême et donc membres de l'Église impériale. Sous l'influence des églises anglaises, les églises scandinaves commencent à revendiquer une dissociation de l'Église impériale. Parallèlement au renforcement de l'autorité papale, les églises nationales se mettent à entrer en contact directement avec le Pape, en contournant les instances de l'Empire. Cependant, la Curie subordonne l'indépendance des églises scandinaves, qu'elle souhaitait également, à la condition de l'achèvement de l'évangélisation dans le pays. Les critères fixés étaient : 1) la conversion au christianisme de la maison royale et des classes dominantes, ainsi que de la majorité de la population, 2) une institutionnalisation, à tout le moins une amorce d'institutionnalisation, de la vie ecclésiastique à travers des couvents et une organisation en paroisses et en diocèses, et enfin 3) l'indépendance nationale et la stabilité territoriale.

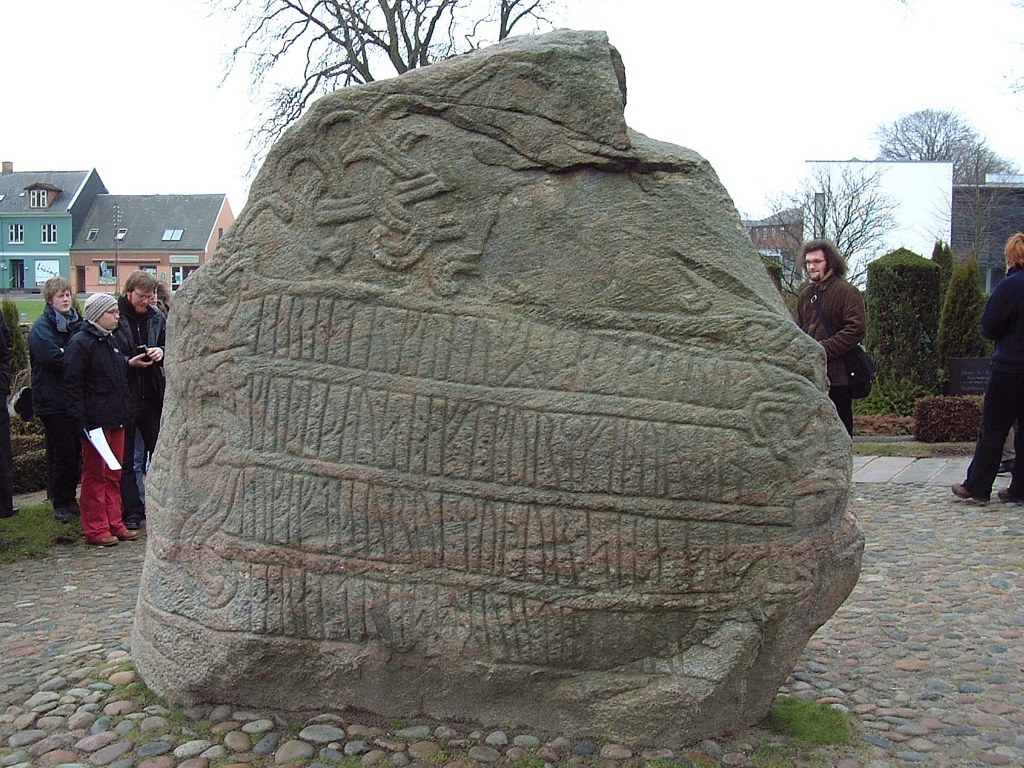
Souvent considéré comme le "certificat de naissance" du Danemark, les pierres de Jelling annoncent l'unification du pays par Harald Ier vers 980.

Entre 960 environ et le début des années 980, Harald à la dent bleue semble régner sur un territoire s'étendant du Jutland à la Scanie. À la même époque, il reçoit la visite d'un missionnaire allemand qui, selon la légende, aurait survécu à une ordalie par le feu, ce qui aurait convaincu Harald de se convertir au christianisme. Il se fait baptiser vers 965. La nouvelle religion, qui se substitue aux anciennes pratiques religieuses nordiques, présente de nombreux avantages pour le roi. Le christianisme apporte avec lui un certain soutien de la part du Saint-Empire. Il permet aussi au roi de se débarrasser d'opposants adorant les anciennes divinités. À ce stade précoce, aucune preuve ne démontre que l'Église danoise ait été en mesure de créer une administration stable sur laquelle Harald ait pu s'appuyer pour exercer un contrôle plus efficace sur son royaume mais elle peut avoir contribué au développement d'un royaume de plus en plus puissant.
Sven Ier, le successeur de Harald, renvoie les évêques allemands et fait venir des missionnaires anglais. Il convoque l'évêque Gotebald d'Angleterre et l'envoie en Scanie. Le clergé danois est de plus en plus composé de gens de la région. L'église danoise commence de surcroît à se livrer elle-même au missionnariat. Propst Oddar, un parent de Sven Gabelbarts, meurt en martyr à l'occasion d'une mission auprès des Wendes en 1018. Knut le Grand, qui succède à Sven Ier, mène une politique d'alliance ouverte avec l'Église anglaise. Cette politique est due à l'archevêque Lyfing de Cantorbéry, qui a vraisemblablement apporté le premier denier de Saint-Pierre versé par Knut à Rome et qui a obtenu sa reconnaissance papale en tant que roi. Le Pape Benoît VIII est le premier, depuis Nicolas Ier, à écrire directement une lettre à un Danois. Le souhait d'indépendance par rapport à l'archevêché de Hambourg se concrétise lorsque l'archevêque Æthelnoth de Canterbury consacre trois évêques pour le Danemark : Gerbrand pour Roskilde, Bernhard pour la Scanie et Reginbert pour la Fionie. Cette investiture par l'archevêque anglais a pour effet de séparer Lund de Roskilde et d'engendrer un conflit entre le roi Knut et l'archevêque Unwan (1013–1029). En 1022, ce dernier arrête Gerbrand pendant son voyage d'Angleterre au Danemark et le convainc des prérogatives de l'archevêché de Hambourg sur le Danemark. Il parvient ensuite à faire valoir les droits d'investiture de l'archevêché hambourgeois, à la suite de quoi c'est l'archevêque Libentius de Hambourg qui institue en 1029 Avoco comme successeur de Gerbrand à Roskilde.
En 1053, le pape Léon IX confirme l'autorité de l'archidiocèse de Hambourg sur l'ensemble des peuples du Nord : les Suédois, les Danois, les Norvégiens, l'Islande et le Groenland.

### Unification du Danemark
À la fin du IXe siècle, une dynastie d'origine suédoise se serait installée à Hedeby selon Adam de Brême. Cette information semble confirmée par deux pierres runiques évoquant les rois Gnupa et Gyrd. Les conditions dans lesquelles la dynastie arrive au pouvoir, puis le perd à la fin des années 930, sont inconnues. Une nouvelle dynastie influente émerge autour de Gorm l'Ancien dont les limites du territoire restent imprécises. Grâce aux pierres de Jelling, dont il fait graver la première, des traces écrites laisse entendre qu'il unifie le royaume sous le nom de Danemark (TanmarkR). Le début du règne de Gorm se situe vers 936 et pourrait marquer le début de l'unification du Danemark[réf. nécessaire]. Gorm serait issu d'une famille du sud du Danemark et épouse une princesse du nord du Danemark, ce qui pourrait également être une source de l'unification du royaume.
En réaction à la tutelle imposée d'Henri Ier de Germanie l'Oiseleur, Gorm érige de puissantes fortifications sur le Dannewirke au Slesvig et installe des camps de formation militaire, véritables casernes, pour constituer une armée efficace. Son fils Harald à la dent bleue entreprend durant son principat et règne de 940 à 985 la conquête de la voie maritime du Nord ou Norvège. Le pouvoir du roi n'est toutefois pas encore très développé, on ne peut pas parler de « gouvernement » au sens moderne du terme. Cela se reflète notamment dans les campagnes militaires désorganisées menées jusqu'au règne de Sven Ier, parfois même contre des territoires appartenant au roi lui-même. Jusqu'au début du XIe siècle, les Danois sont appelés Normanni(i), hommes du Nord, ils fondent des colonies dans toute l'Europe, font du commerce et s'assimilent aux populations rencontrées alors que les Vikings pillaient autrefois des régions entières et menaient la guerre.
Sous le règne de Harald Ier, les sources relatives au royaume de Danemark se multiplient et indiquent que ce dernier consolide le pouvoir et achève le travail d'unification entamé. Il étend également son influence sur le sud de la Norvège, autour du fjord d'Oslo et s'allie aux Abodrites par mariage, ce qui lui permet de garantir la sécurité du territoire. Il est également probable que ses concessions pour faciliter la christianisation relèvent d'un jeu diplomatique fasse aux actions expansionnistes d'Otton I. La consolidation du Danevirke durant son règne démontre l'enjeu du contrôle de la région et la menace que représente le Saint-Empire romain germanique. Harald est considéré dans l'imaginaire collectif comme le roi bâtisseur du Danemark.
Cependant, les différentes politiques engagées par Harald provoquent un bouleversement sociopolitique qui réduit le pouvoir politique et culturel des anciens chefs danois. Une révolte menée par son fils Sven à la Barbe fourchue l'amène à lui succéder. Ce dernier renonce à la politique de christianisation de son père afin de mener une politique tournée vers l'Angleterre afin d'y mener des raids de grande ampleur.
Sous le règne de Knut le Grand, le territoire danois s'étend dans une mesure considérable. Il inclut alors, outre l'actuel Danemark, aussi des parties de la Suède, de la Norvège et, après la longue lutte de Knut contre Edmond II d'Angleterre dit Edmond Côte-de-Fer, l'Angleterre en 1028. Pendant que Hardeknud règne sous le nom de Canut III Hardeknut de 1035 à 1042, la Norvège s'émancipe. Harold Pied-de-Lièvre devient roi d'Angleterre.
À la mort de Knut III en 1042, Magnus Ier de Norvège s'installe sur le trône. Le neveu de Knut le Grand, Sven II de Danemark, refuse de le reconnaître comme souverain légitime. Magnus meurt cinq ans plus tard dans des circonstances indéterminées et Sven prend le pouvoir, qui revient ainsi en mains danoises.
L'union avec l'Angleterre prend fin en 1042.
La dynastie skioldungienne s'éteint en Danemark en 1047, remplacée par les Esthrithides.

## Bas Moyen Âge
Au terme d'une vaste expansion née de sa puissance militaire et d'une régression extraordinairement rapide, le royaume danois conserve le contrôle des détroits d'entrée et de sortie de la Baltique. Si les horizons de la mer du Nord se referment lentement, la mer baltique appelle le renouveau du pouvoir régalien, s'il veut favoriser les marchands et les villes danoises.
L'Église ne cesse d'étendre son influence séculaire. La société agricole de 700 000 personnes est à la fin du XIe siècle une société aux normes apparemment féodales : un clergé puissant, une noblesse séculière de grands propriétaires terriens qui constitue le noyau de la défense du royaume, une bourgeoisie qui grandit en même temps que les villes et une paysannerie très nombreuse.

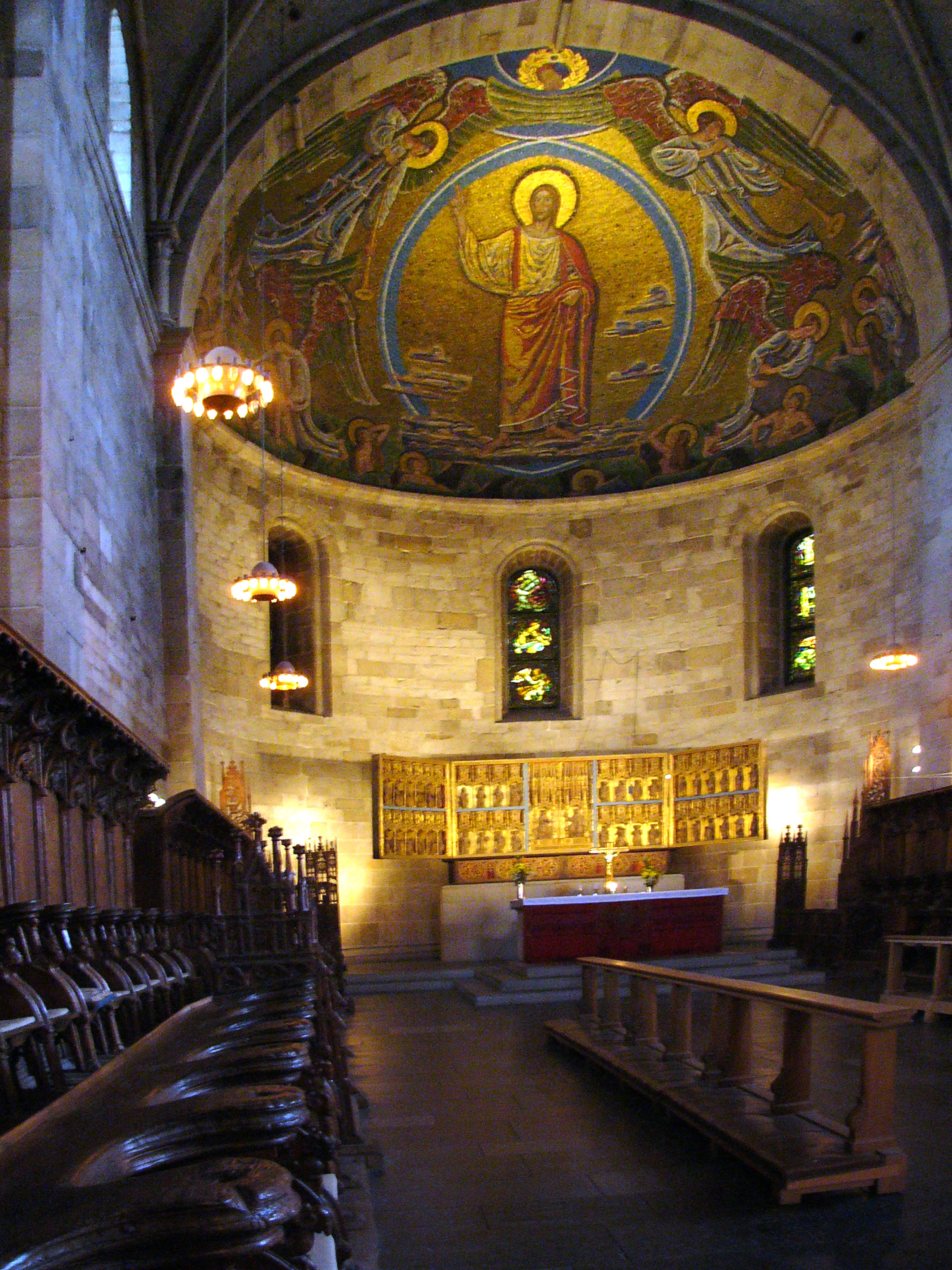
Cathédrale de Lund. Chœur et abside.

À partir de l’époque de Knut IV de Danemark, dit le Saint (fils illégitime de Sven II, règne de 1080 à 1086) le Royaume de Danemark s’enrichit considérablement, tout en maintenant des liens étroits avec l’Église. On peut citer comme exemple l’acte de donation délivré pour la Cathédrale de Lund. L’argent destiné à la construction de l’édifice provient essentiellement d’amendes pour atteinte à l’ordre public ou inexécution de la Leding. Cette dernière était une obligation faite aux sujets de fournir au roi un certain nombre de navires, équipage compris, en période de guerre. Le manquement à ce devoir était punissable et le contrevenant devait généralement céder des terres. Les efforts déployés par Knut le Saint  pour accroître le pouvoir royal et faire rayonner l’influence du Royaume de Danemark sont vus d’un mauvais œil par une partie de la population, en particulier en raison de l’augmentation des impôts. Des nobles et des paysans se révoltent, avec l’appui du propre frère du roi, Olaf dit « la Famine ». Le roi est finalement assassiné le 10 juillet 1086 par des révoltés, à l'intérieur de l’église en bois de Saint-Alban, à Odense.
Sous le règne d’Olaf, cependant, la famine et les épidémies frappent le royaume. L’Église répand l’idée qu'il s'agirait d’un châtiment divin provoqué par le meurtre de Knut. On rapporte alors des miracles qui se seraient produits près de la tombe de Knut. Éric, frère et successeur d’Olaf, envoie des émissaires à Rome afin de présenter au Pape les preuves des miracles en question. En réalité, l’objectif poursuivi est politique : il s’agit d’affirmer le droit divin de la famille au trône du Danemark. La canonisation, intervenue en 1101, ainsi que le pèlerinage d’Erik à Jérusalem (au cours duquel il perd la vie), sont révélateurs de la relation de plus en plus étroite entretenue par la monarchie danoise avec l’Église. Le Royaume et l’Église poursuivent des buts d’expansion communs, les deux parties œuvrant à la mise en place d’un pouvoir central.
Au niveau de sa structure hiérarchique, le Danemark hérite de la mosaïque administrative et l'essentiel des fonctions locales sont assumées par les jarl et officiers royaux jusqu'au XIIe siècle. Afin de répondre aux lois de mobilisation émanant du leidang, des circonscriptions sont délimitées et portent le nom de skipaenar eux-mêmes subdivisés en havner. Chaque skipaen est tenu de fournir à la flotte royale un navire et chaque havne un homme et son équipement. Les origines de cette organisation sont probablement plus anciennes, mais leur codification dans les lois remonte à 1085.

### Le royaume chrétien duXIIesiècleetXIIIesiècle

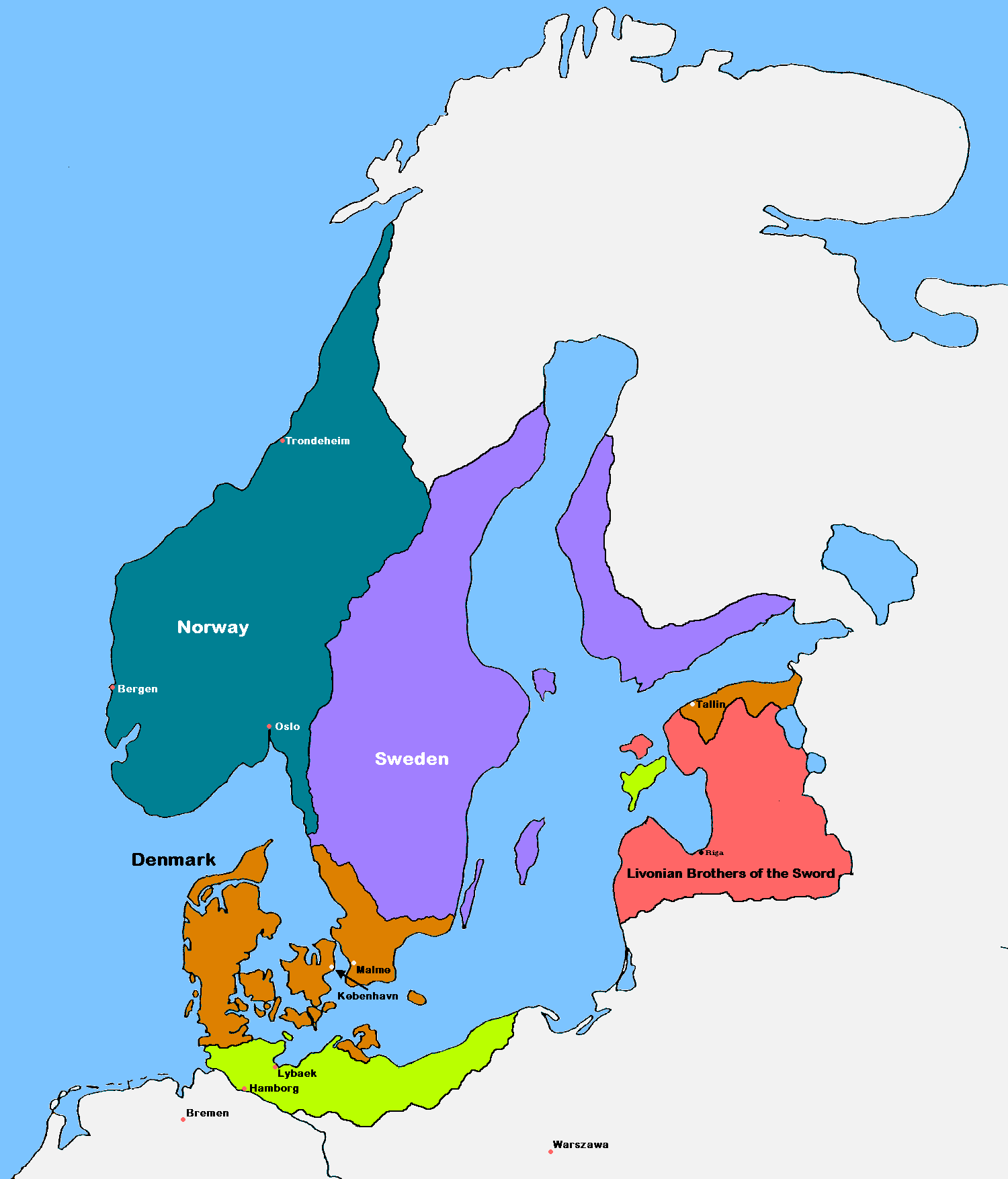
La Scandinavie en 1219. Les royaumes du Danemark, de Norvège, de Suède et les Chevaliers Porte-Glaive. En vert: l'île estonienne de Saaremaa (Ösel) revendiquée par le Danemark (finalement conquise par les Porte-Glaive en 1227) et les territoires conquis par le Danemark en actuelle Allemagne du nord.

En lutte contre les attaques des Wendes, le Danemark devient quelques années fief du Saint-Empire pour s'en assurer la neutralité (1153-1162)[réf. souhaitée]. Le royaume danois redevient indépendant par la puissance de Valdemar le Grand qui confie à Absalon, son proche conseiller, la fondation de Copenhague en 1167. Au terme d'une longue lutte avec Eskil, archevêque de Lund, Valdemar impose une monarchie héréditaire danoise consacrée par l'église. Mais dès son avènement, il donne son épée pour imposer le christianisme[pas clair] et tourne le royaume du Danemark vers la mer Baltique[Comment ?].
Le royaume devient aussi une puissance incontournable en Allemagne du Nord.
Il conquiert l'île de Rügen (1168), les pays slaves au nord de l'Elbe (Abodrites, Vélètes, etc.), le Mecklembourg (1184-1188), le Holstein, la Poméranie, la Pomérélie (1210), le Lauenbourg happé en 1203 et annexé en 1214, la mainmise sur l'Estonie après la croisade de Valdemar le Victorieux entre 1218 et 1219[réf. nécessaire].
La mer Baltique est une mer danoise pour quelques décennies.
L'ensemble de l'Estonie est annexée en 1239[réf. nécessaire].
Mais l'emprise en Allemagne du Nord renforcée en 1214 se détend dramatiquement après 1225, l'hégémonie danoise s'évanouit et les morceaux de l'empire maritime se disloquent avant de s'effondrer avant 1240.
Avant la perte des dernières parties de l'éphémère empire balte, la crise est interne au Danemark. La monarchie affaiblie cesse d'être héréditaire et redevient élective en 1250, la charte de 1282 impose un contre-pouvoir socialement conservateur, l'assemblée nobiliaire ou diète.
L'île de Rügen est perdue en 1325[réf. nécessaire]. L'Estonie est vendue en 1347 à l'Ordre Teutonique[réf. nécessaire].

### L'union de Kalmar (1397-1523)
Après 1350, la peste noire inflige en deux décennies au Danemark et, en général, à la Scandinavie, une grande perte de population, entraînant du même coup des bouleversements économiques et sociaux.
Les Esthrithides s'étant éteints en 1375, la succession devient litigieuse jusqu'à ce que la tutrice du Danemark, Marguerite Ire de Danemark, fille de Valdemar IV de Danemark, donne la couronne à Éric de Poméranie (1396).
Elle l'a déjà fait héritier en 1389 de son fils avec Haakon V roi de Norvège, Oluf, roi de Danemark et de Norvège.
Elle le fait couronner roi de Suède en 1397, par l'union de Kalmar, qui fonde les trois États en un seul, unissant le Danemark à la Suède et à la Norvège.
Cette union est une aubaine pour le Danemark qui prend la tête économique et politique de l'ensemble, capable d'être un contre-pouvoir face à la Ligue hanséatique.
En 1448, après la mort de Christophe de Bavière, Christian Ier de Danemark, de la maison d'Oldenbourg, est élu roi : cet héritier par sa mère du duché de Schleswig et du comté de Holstein est ensuite nommé roi de Norvège en 1450, puis roi de Suède en 1457. Il réunit au terme de son règne le Holstein à ses États qui comprenaient aussi l'archipel danois, le Jutland et aussi le Slesvig dès 1460.
Mais l'union avec la Suède n'existe guère que nominalement : après avoir été plusieurs fois rompue de fait, notamment en 1448, la rupture devient enfin définitive en 1523, à la suite d'évènements sanglants, puis de la révolte de Gustave Ier Vasa contre Christian II de Danemark.
La Norvège, quant à elle, perd son indépendance et cesse même d'être un royaume en 1536 pour devenir une simple colonie danoise, en partie longtemps doublement assujettie sous le monopole hanséatique. Elle conserve en Suède cinq provinces maritimes de la Gothie jusqu'en 1814. Les possessions en mer du Nord, initialement norvégiennes (Groenland, îles Féroé, Islande) deviennent progressivement danoises.
En 1479 est fondée l'université de Copenhague.

## La période moderne
En 1530, la réforme luthérienne au profit du pouvoir royal est imposée aux sujets du royaume de Danemark et de Norvège[réf. nécessaire]. En 1536, les principales résistances danoises sont balayées. Il ne reste parmi les plus réticents que quelques groupes de catholiques norvégiens isolés dans leurs provinces. Ainsi le pouvoir administratif danois peut mieux justifier la colonisation autoritaire des élites danoises et imposer un rigoureux encadrement des paysans norvégiens[réf. nécessaire].

### La Réforme
La Réforme, qui est originaire d'Allemagne et des idées de Martin Luther, a un fort impact sur le Danemark. L'Église nationale est aujourd'hui encore luthérienne. Au Danemark, le protestantisme ne s'étend toutefois pas grâce à l'enthousiasme populaire pour la réforme de l'Église, sauf dans les villes, mais par le projet d'un prince visant à l'accroissement de ses richesses par la sécularisation des biens de l'Église.
La Réforme est imposée au Danemark en 1536 à la suite d'une guerre civile de trois ans. En 1533, à la mort de Frédéric Ier, un conseil de régence composé d'évêques prend le contrôle du pays et refuse de reconnaître l'élection de Christian III, déjà converti au luthéranisme. Christian III sort vainqueur, avec l'aide armée de la noblesse et des mercenaires allemands, de la guerre des comtes, obligeant le clergé, la paysannerie et la bourgeoisie à le reconnaître pour roi. Les biens de l'Église sont alors saisis, ce qui augmente considérablement les revenus du nouveau souverain. L'Église danoise devient une église princière luthérienne et les prêtres sont contraints de prêter allégeance à cette nouvelle église.
Si Christian III ne participe pas à la Ligue de Smalkalde en guerre contre Charles Quint, le Danemark est, en général, du côté des Protestants lors des guerres de religion des XVIe et XVIIe siècles. Il fait rapidement partie du cœur du luthéranisme en Europe et le pays connaît, au XVIIe siècle, une période de stricte orthodoxie luthérienne. L'Église devient un instrument de la monarchie renforcée pour discipliner idéologiquement et moralement les populations. L'enseignement des doctrines de Calvin ou de Zwingli sont alors strictement interdites[réf. souhaitée].
La Réforme ne rapproche pas spécialement les intérêts danois et suédois, le « bain de sang de Stockholm » en 1520, ayant laissé un fort ressentiment en Suède.

### LeXVIesiècleet la première partie duXVIIesiècle
Le Danemark s'enrichit durant le XVIe siècle, en grande partie grâce à l'accroissement du trafic maritime dans l'Øresund. Le pays contrôlant les deux côtes du détroit du Sund, une taxe de passage y est prélevée par le pouvoir royal. Le commerce de céréales entre la Pologne et les Pays-Bas augmente énormément à cette période[réf. souhaitée] et les souverains danois qui captent une partie des ressources de la Baltique n'hésitent pas à le taxer.
Le règne de Frédéric II (1559-1588) marque l'Âge d’or de la noblesse danoise : le pays est exportateur de grains et de bétail. Les nobles, qui disposent de surplus négociables, rachètent les terres des paysans libres pour en faire des tenanciers soumis à des paiements en nature ou à des corvées. Le système économico-social évolue vers la grande seigneurie peuplée de tenanciers.
Le règne de Christian IV de 1588 à 1648 laisse le résultat d'importants travaux de construction, malgré la participation de l'armée danoise à la guerre de Trente Ans. La dynastie des Holstein, riche des revenus régaliens qui permettent d'entretenir une flotte importante, règne sur un royaume de Danemark, étendu au Groenland, à l'Islande, à la Norvège, à la Suède méridionale (Scanie), au Slesvig et au Holstein en Allemagne du Nord. Un partage du pouvoir est consenti avec une noblesse toute puissante en ses domaines — elle a réduit ses paysans au servage — et qui dirige la diète où se pavanent ses représentants. L'autorité royale n'existe véritablement que par la richesse du roi, qui peut ainsi imposer une politique étrangère autonome sans les subsides de la diète. La prépondérance en Europe du Nord n'est pas illusoire[pas clair]. Le Danemark d'alors, malgré ses divisions internes, n'est pas encore devenu la monarchie absolue et la puissance secondaire d'après 1690[pas clair]. Vers 1610, la flotte royale danoise protège même les ports français ouverts sur l'Atlantique ou la Manche, obéissant aux accords[Lesquels ?] souscrits de défense et de commerce.
L'économie danoise bénéficie également de la guerre de Quatre-Vingts Ans aux Pays-Bas, au cours de laquelle un grand nombre de réfugiés du pays, qui est alors le plus avancé d'Europe, s'établissent au Danemark[réf. souhaitée], contribuant à son développement. Cette immigration aide à moderniser de nombreux aspects de la société et à établir des liens commerciaux avec les Pays-Bas.
La rivalité avec la Suède marque toute l'histoire moderne du Danemark. Chacun revendique l'hégémonie sur la mer Baltique (six guerres en ont résulté : 1563/1570 ; 1611/1613 ; 1643/1645 ; 1658/1660 ; 1675/1679 ; 1709/1720).

#### La guerre de Kalmar (1611-1613)
La guerre de Kalmar oppose la Suède au Danemark. Les détroits reliant la mer Baltique à la mer du Nord étant contrôlés par le Danemark, la Suède cherche depuis plusieurs années à mettre sur pied une nouvelle voie commerciale qui passerait par la Laponie peu peuplée et le Nord de la Norvège, territoires appartenant eux aussi au Danemark.
En 1607, Charles IX s'était proclamé roi des Lapons et du Norrland et avait commencé à collecter des taxes dans ces régions. Les péages dans les détroits étant la principale source de revenu du royaume de Danemark-Norvège, le roi Christian IV s'est rapidement opposé à la volonté suédoise de créer une nouvelle route commerciale et a protesté vivement.
En 1611, en réponse aux prétentions suédoises sur le nord de la Norvège, le Danemark attaque la Suède et une armée de 6 000 hommes met le siège devant la ville de Kalmar et prend la ville. Les troupes norvégiennes stationnées à la frontière ont, elles, reçu l'ordre de ne pas attaquer.
Le 20 octobre, Charles IX meurt et son fils Gustave II Adolphe lui succède. Il demande immédiatement au Danemark de conclure un traité de paix, mais Christian IV voit alors une occasion de remporter une plus grande victoire et fortifie ses armées dans le sud de la Suède.
Les Pays-Bas et l'Angleterre, également impliquées dans le commerce en mer Baltique, font cependant pression sur le Danemark pour qu'il signe la paix. Les Danois, bien que bien équipés et forts, manquent d'argent et sont amenés à signer le traité de Knäred le 20 janvier 1613.
Le Danemark obtient alors le contrôle sur la Laponie suédoise et la Suède est contrainte de payer une forte rançon pour les deux forteresses que les Danois occupent. La Suède obtient en revanche le droit d'être exempté du péage sur le Sund. L'Angleterre et les Pays-Bas obtiennent les mêmes droits.

#### La guerre de trente ans et ses conséquences immédiates

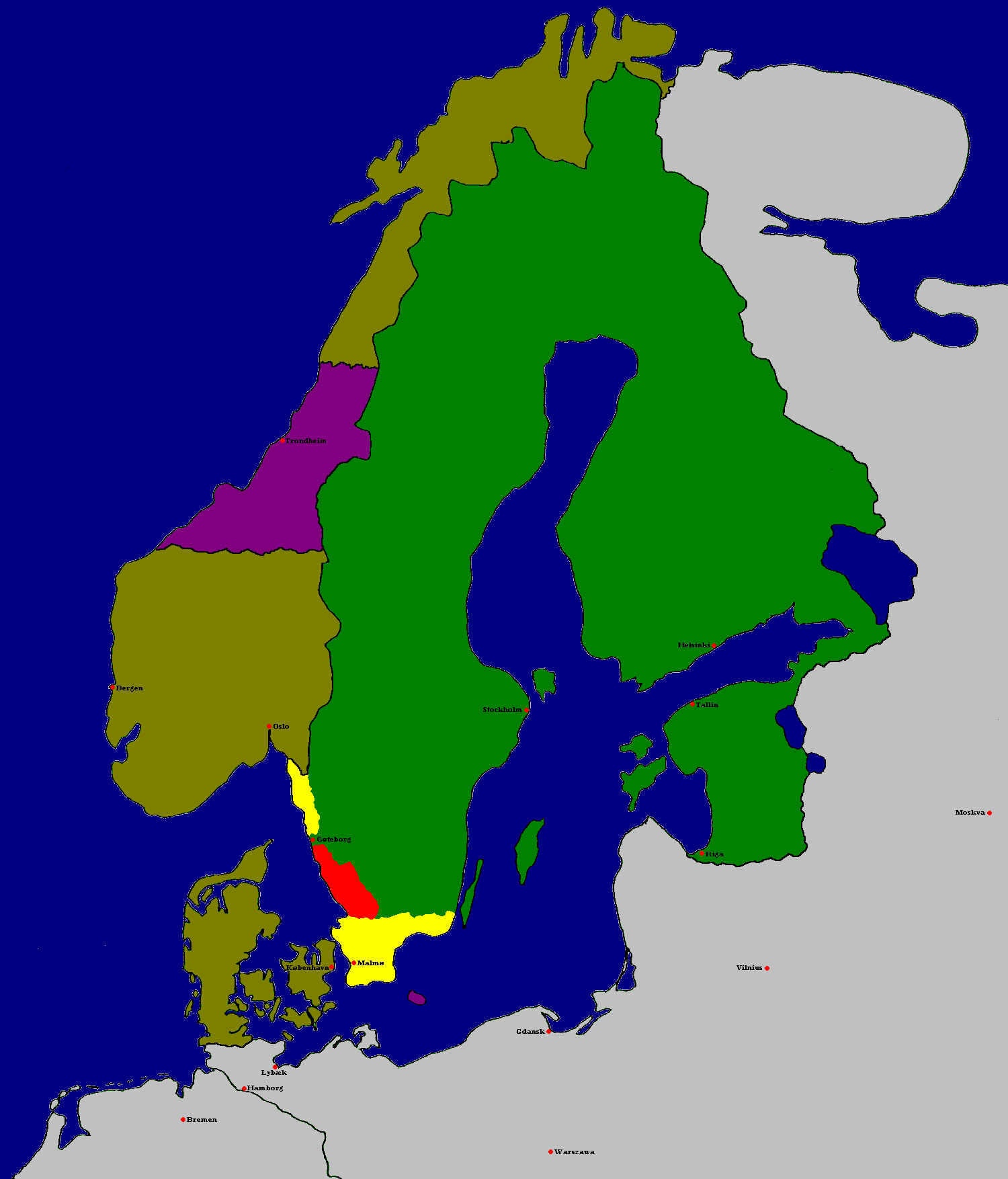
En 1658, le royaume du Danemark et de Norvège cède les provinces danoises de "Terra Scania" et les provinces norvégiennes de Trondheim et de Bahusia à la Suède. En violet: les provinces révoltées qui repassèrent sous autorité danoise en 1660.

Le Danemark est alors un royaume relativement puissant. La politique européenne du XVIe siècle tourne largement autour de la querelle entre les forces catholiques et protestantes. Il est donc inévitable que le Danemark — un royaume luthérien fort et unifié — soit entraîné dans la guerre lorsque celle-ci intervient. Le Danemark a ainsi été entraîné dans la guerre de Trente Ans entre 1625 et 1629 pour sauver la cause protestante, mais cette intervention militaire de Christian IV est un fiasco pour le Danemark. Pire encore, la Suède intervient ensuite avec un grand succès dans la guerre.
Christian IV est toutefois considéré comme l'un des grands rois du Danemark. En plus d'avoir régné extrêmement longtemps — de 1588 à 1648 — il est connu comme l'architecte du royaume en raison des nombreux projets de construction qu'il a entrepris. Nombreux sont les grands édifices danois construits durant son règne.
La guerre de Torstenson, qui oppose le Danemark à la Suède entre 1643 et 1645 se conclut par une défaite danoise. Plusieurs provinces norvégiennes doivent alors être cédées en 1645 à la Suède (le Jemtland, l'Herjedalen et Idre & Särna), ainsi que deux îles de la Baltique (Gotland, Ösel).
Christian IV est désavoué par la diète. Il meurt en 1648. Frédéric III, qui lui succède doit d'abord restaurer l'autorité et le prestige royal. Il désire ardemment venger les humiliations imposées aux Danois par la reine Christine. Il attend le moment propice. Fort d'une alliance austro-danoise, il reprend les armes en 1657 alors que Charles X Gustave de Suède affronte en Pologne les Impériaux de Montecuccoli, allié de la République. La courte et terrible Première guerre du Nord commence.
Mais le Danemark s'engage dans une guerre encore plus désastreuse qu'en 1643, toujours contre la Suède. Charles X Gustave conquiert la Scanie et profite d'un hiver anormalement froid pour faire traverser aux troupes suédoises les détroits en partie gelés, à ski et en traîneaux sur la glace, et mettre le siège devant Copenhague en 1658. La capitale danoise résiste en un premier temps aux terribles attaques et elle est sauvée par l'intervention hollandaise qui brise l'encerclement. Les diplomates hollandais des Provinces-Unies s'efforcent alors de régler l'issue du conflit tout en imposant aux belligérants leur conception de la liberté de commerce. Ils gardent un souci d'équilibre entre puissances de la mer Baltique, assurant de facto leur prépondérance. Alors un Danemark au prestige dévalué, afin de conserver ses droits exclusifs sur les détroits, doit céder ses provinces les plus riches lors du traité de Roskilde, en 1658: la Scanie, le Halland et le Blekinge. Sa superficie est réduite d'un tiers et sa population passe de 800 000 à 600 000 habitants. Ce sont les actuelles frontières du territoire danois, stricto sensu en Europe continentale et en Baltique.

### La monarchie absolue née de la révolution de 1665
La crise politique interne due aux dommages des guerres transforme le régime en 1660/1661. Une révolution absolutiste est menée par les bourgeois de Copenhague. Ils représentent un ordre non privilégié par la Diète, protectrice des nobles que les bourgeois jugent incapables malgré leurs odieuses faveurs de justice administrative et leurs exemptions fiscales. Frédéric III s'associe discrètement en soutenant les meneurs politiques : Hans Grave, évêque qui entraîne le clergé luthérien, Hans Nansen, bourgmestre qui conduit les bourgeois. Les coalisés obligent le sénat (Rigsraad) et la noblesse de la diète à abandonner leurs exemptions fiscales. En 1665, sous le même règne, une insurrection du peuple contre les nobles permet de faire promulguer la Loi royale de 1665. Elle transforme la nature du pouvoir, la monarchie élective à prérogative limitée, dominée par la noblesse, fait place à une monarchie héréditaire absolue. Le transfert à la royauté d'un véritable pouvoir d'état, régalien, est assuré. Le pouvoir royal en use pour le bien du pays, réforme les administrations, améliore la législation, abolit le servage et proclame l'égalité de tous devant la loi. Les emplois publics sont ouverts aux roturiers, l'armée est modernisée à la manière hollandaise.
La Loi Royale est appliquée de 1665 à 1848, année qui voit lancer la rédaction d'une constitution démocratique aboutie en 1849. Cette loi est complétée en 1683 par un code commun à tout le royaume, le Code Danois de Christian V de Danemark. L'État devient un état de grands commis bien organisé sous la domination de son seul roi tout puissant, père de tous ses sujets. Certaines des dispositions de ce code sont toujours en vigueur.
La minorité aisée de la population urbaine profite de ces incontestables avancées. Mais une société de grands propriétaires fonciers subsiste toute puissante sur la campagne. Il faut attendre 1788, pour que le pouvoir abolisse le domicile forcé, c'est-à-dire l'obligation pour les paysans de demeurer dans leurs lieux d'origine.
Christian V de Danemark et son ministre, le comte Peder Griffenfeld, inspirateur de la révolution de 1665, animent un gouvernement danois qui admire le prestige du roi soleil. Les efforts diplomatiques de la France en Scandinavie sont bien accueillis par ces dirigeants francophiles. Mais les rivalités locales[Lesquelles ?] l'emportent sur la sympathie[pas clair].

### La guerre de Hollande
Christian V est un prince d'une dynastie européenne. Il règne de 1670 à 1699. Par ses trois sœurs, il est le beau-frère de l'électeur de Saxe, de l'électeur palatin et du roi de Suède. Son frère est marié à Anne, reine d'Angleterre en 1702. Le sénat suédois qui gouverne au nom du jeune Charles IX renouvelle son alliance avec le royaume de France en avril 1672. Il n'en faut pas plus pour précipiter le Danemark, allié du Grand Électeur, dans le camp hollandais. Le contentieux dano-suédois est sensible, l'animosité entre les deux pays se vit au jour le jour sur les frontières norvégiennes, bardées de postes défensifs.
La Suède, fidèle à son allié français, attaque le Brandebourg. Il consent aussi à la demande de Louis XIV à faire diversion en Poméranie entre 1674 et 1675 car l'Alsace est envahie. De son côté, le Danemark attaque la Suède en occupant les évêchés de Brême et de Verden, possession allemande de la couronne suédoise depuis 1648.
En Brandebourg, le sort des armes évolue au détriment de la Suède. En 1675, à Fehebellin, l'armée suédoise de Carl-Gustav Wrangel, vieil ami de Turenne, est battue par le Grand Electeur. Ni le Brandebourg, ni le Danemark ne se résignent à traiter sur le pied du statu quo à Nimègue. Louis XIV s'obstine à obtenir une paix blanche pour son valeureux allié suédois. Pour ce point d'honneur, il fait avancer en 1679 ses troupes vers l'Allemagne du Nord, et l'armée de Créqui de menacer les positions de Christian V et de Fréderic Guillaume, son allié.
À la paix de Saint-Germain en 1679, le Danemark lucide se résigne à restituer ses conquêtes à la Suède. Mais le traité est facilement rédigé car Charles XI de Suède est un souverain prudent[pas clair].

### La troisième guerre du Nord (1700-1721) et le siècle des Lumières
Frédéric IV (de Danemark) est le successeur de Christian V. Il règle avec efficacité le cas litigieux du Slesvig[Comment ?], mais il espère une revanche contre la Suède. Les hostilités mettent rapidement le Danemark hors d'état de combattre, vaincu par Charles XII de Suède au début du conflit en 1700. La guerre qui s'éternise voit à son terme le retour de la famine et de la peste sur les rivages de la mer Baltique. Et la défaite finale de la Suède ne profite qu'à la Russie de Pierre Ier le Grand de Russie. Les Russes orchestrent une fracassante entrée dans les enjeux économiques et politiques de la mer Baltique[Comment ?].
La francophilie demeure forte. Frédéric IV a l'insigne honneur, refusé à ses prédécesseurs, de se voir nommé « Sa Majesté » par le régent Philippe de France[réf. souhaitée].
L'équilibre balte est souhaité par la Grande-Bretagne qui exerce son hégémonie maritime et économique à la suite de celle des Hollandais. Le Danemark est au début du XVIIIe siècle une puissance secondaire, qui n'a plus aucun rêve d'hégémonie militaire. Elle est restée une petite puissance uniquement parce que son roi, à la tête d'une monarchie absolue, est le gardien des péages du Sund. Le Danemark est en conséquence un état qui entretient par nécessité une bonne marine de guerre. La couronne danoise peut aussi discrètement garder sous sa coupe les anciennes îles[pas clair] en mer du Nord et les colonies acquises au lointain. Dérivatif de son obéissance au monde balte[pas clair], il s'intéresse au mercantilisme, au commerce lointain, à la Chine et à la colonisation des Antilles.
Au siècle des Lumières, la Russie représente la puissance balte émergente, favorisée par la Grande-Bretagne. À leur terme d'expansion au début du XIXe siècle, l'espace scandinave et balte doivent se plier[pas clair] à deux puissances de nature différente, le Royaume-Uni et l'Empire russe.
A Frédéric IV succèdent Christian VI puis Frédéric V et enfin Christian VII. La période de son ministre Johann Friedrich Struensee et après cela l'action du fils de Christian VII, Frédéric VI, ouvrent une ère d'évolution, via des politiques libérales et humanistes[réf. souhaitée].

### Colonialisme

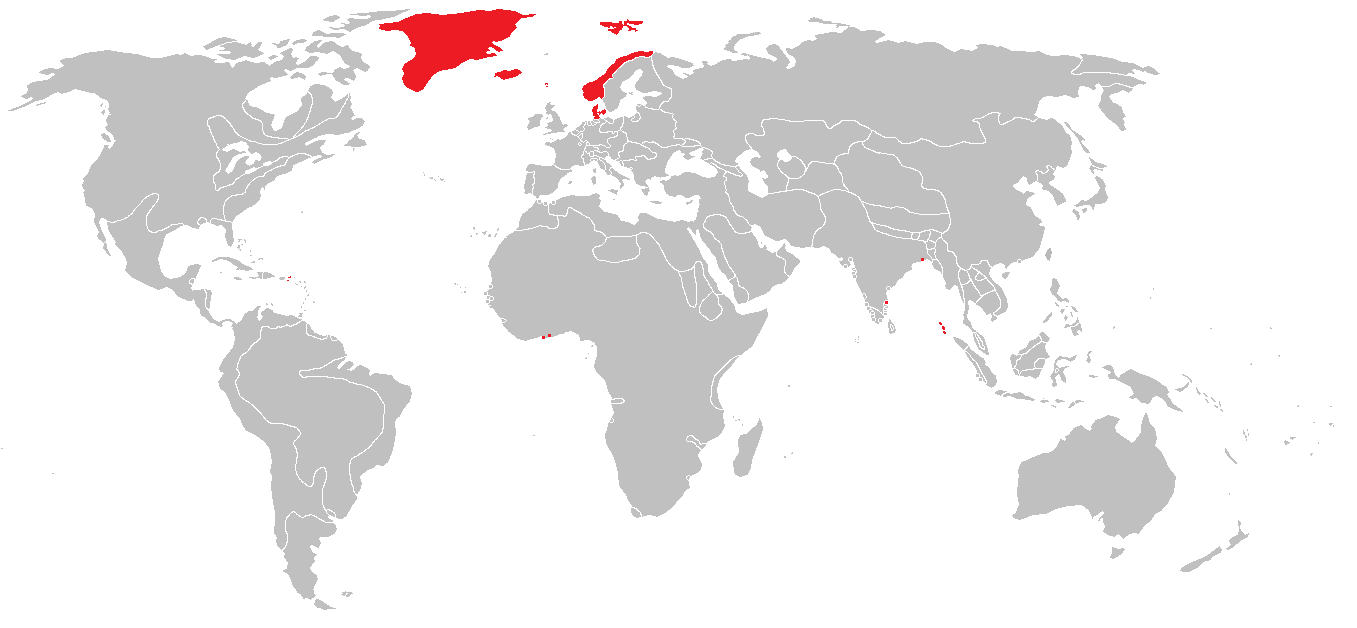
Carte montrant les possessions coloniales du royaume du Danemark et de Norvège en 1800.

Le Danemark conserve un certain nombre de colonies en dehors de la Scandinavie, entamant  son mouvement d'expansion dès le XVIIe siècle et le poursuivant jusqu'au XXe siècle.
Le Danemark fonde ainsi des colonies au Groenland et en Islande dans l'Atlantique nord.
Christian IV, roi de 1588 à 1648 est l'initiateur de ce mouvement de colonisation en développant le commerce maritime de son royaume avec l'extérieur. Il adopte la tendance mercantiliste, alors populaire dans les autres gouvernements européens. Le Danemark établit ses toutes premières colonies à Tranquebar, sur la côte sud de l'Inde, en 1620. Dans les Caraïbes, le Danemark fonde une colonie à Saint-Thomas en 1671, Saint-John en 1718, et achète Saint-Croix à la France en 1733.

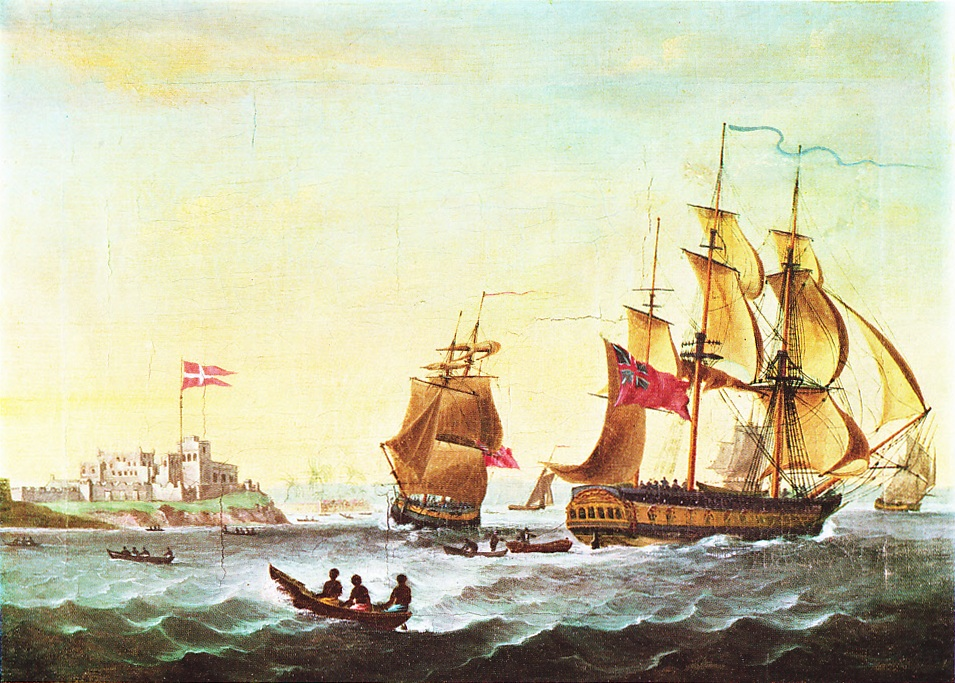
Deux navires négriers britanniques au fort Christiansborg vers 1800, dans la Côte-de-Or danoise.

Le Danemark conserve ses colonies indiennes, à savoir Tranquebar et également d'autres petites colonies de moindre importance, durant environ deux-cents ans. La compagnie danoise des Indes orientales commerce en dehors de Tranquebar. À son apogée, cette dernière et la compagnie suédoise des Indes orientales importent plus de thé que la compagnie britannique des Indes orientales et vendent 90 % de leurs marchandises à l'Angleterre, ce qui leur rapporte des profits considérables. L'ensemble de ces colonies et comptoirs commerciaux implantés en Inde deviennent moins actifs au cours des guerres napoléoniennes. Les danois conservent néanmoins d'autres colonies, forts et divers comptoirs commerciaux en Afrique de l'Ouest notamment, essentiellement dans le but de faire du commerce d'esclaves.

## La période contemporaine

### XIXesiècle

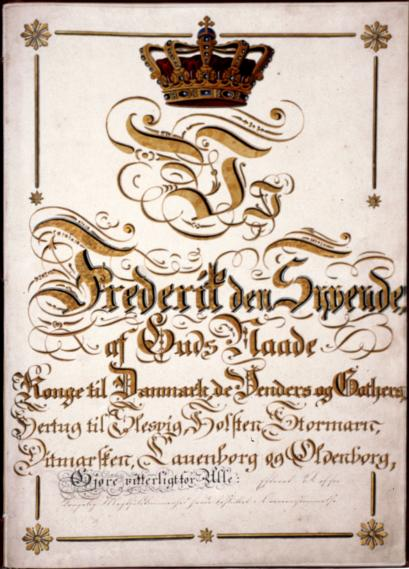
Première page de la Constitution du 5 juin 1849

En 1801, pendant les guerres napoléoniennes, le royaume du Danemark, celui de Suède et l'empire de Russie forment une alliance de neutralité armée destinée à garantir leur liberté de commerce face à la France et au Royaume-Uni. Les Britanniques réagissent par le bombardement de Copenhague le 2 avril 1801. Le Danemark se tourne alors vers l'alliance de la France de Napoléon Ier qui lui impose la participation au blocus continental contre les Britanniques. Copenhague est de nouveau bombardée en septembre 1807 par la Royal Navy au terme d'un blocus portuaire. Par le traité de Fontainebleau du 27 octobre 1807, Napoléon garantit l'indépendance et l'intégrité du Danemark. Cependant, le blocus britannique ruine le commerce danois : de 1807 à 1814, sa dette publique passe de 18 à 41 millions de rixdales.
En 1814, l'État danois entre en banqueroute[réf. nécessaire]. Bernadotte, ancien maréchal de Napoléon devenu régent de Suède, entre dans la Sixième Coalition et s'attaque au Danemark, forçant Frédéric VI de Danemark à signer le traité de Kiel (14 janvier 1814). Ce traité transfère le royaume de Norvège du Danemark à la Suède, à l'exception du Groenland, de l'Islande et des îles Féroé, qui sont laissées au Danemark.
Entre 1809 et 1981, la ville de Huéscar est en guerre contre le Danemark en conséquence de la campagne d’Espagne napoléonienne. Cette déclaration de guerre est oubliée par les deux parties et n'est redécouverte qu'en 1981. Dès lors, le maire de Huéscar et l'ambassadeur du Danemark signent un traité de paix le 11 novembre 1981,.
En 1816, la Prusse lui cède en dédommagement de ces cessions le duché de Lauenbourg[réf. nécessaire]. La royauté en sort très diminuée. En 1831, Frédéric VI de Danemark accorde à ses peuples des assemblées d'États provinciaux ; le 5 juin 1849, Frédéric VII de Danemark signe une première constitution parlementaire : la diète se compose de deux assemblées, le Folketing (Chambre du peuple) et Landsting (Chambre des grands propriétaires).
Le règlement de la future succession au trône donne lieu en 1848 à une grande agitation, le Slesvig, le Holstein et le Lauenbourg ayant tenté à cette occasion de se séparer du Danemark, avec l'appui de la Prusse : après une guerre de trois ans, dans laquelle la Prusse a le dessous, le traité de Londres du 8 mai 1852 termine le différend en assurant la succession, après l'extinction de la maison d'Oldenbourg, au prince Christian IX de Sonderbourg-Glücksbourg. Mais les troubles nationalistes entre partisans danois et activistes allemands persistent dans les duchés. À la mort de Frédéric VII de Danemark (1863), la Confédération germanique qui siège à Francfort réclame l'indépendance du Holstein et du Slesvig, ce qui donne lieu à une nouvelle guerre des Duchés en 1864, désastreuse pour le Danemark qui est opposé à un corps expéditionnaire austro-prussien. C'est le corps d'armée prussien, animé par le général von Molkte, qui prend l'initiative et conquiert le sud danois, passant d'îles en îles, infligeant une humiliante défaite. Le 30 octobre 1864, une paix est signée, par laquelle le Danemark cède à l'empire d'Autriche et à la Prusse, qui s'étaient chargés de l'exécution fédérale, les duchés de Slesvig, de Holstein et de Lauenbourg.
Le Jutland est mis en valeur par le pouvoir, assisté des réfugiés danois.
De 1815 à 1914, plus de trois cent mille danois émigrent définitivement, la plupart vers les États-Unis. Un nombre bien plus important de Danois a accompli l'aller et le retour[réf. souhaitée]. À la Belle Époque, l'éclatement des familles danoises entre îles et continents est parfois remarquable[pas clair]. Ce phénomène migratoire est d'ailleurs scandinave, encore plus accentué dans quelques provinces suédoises et surtout en Norvège.

### Début duXXesiècle

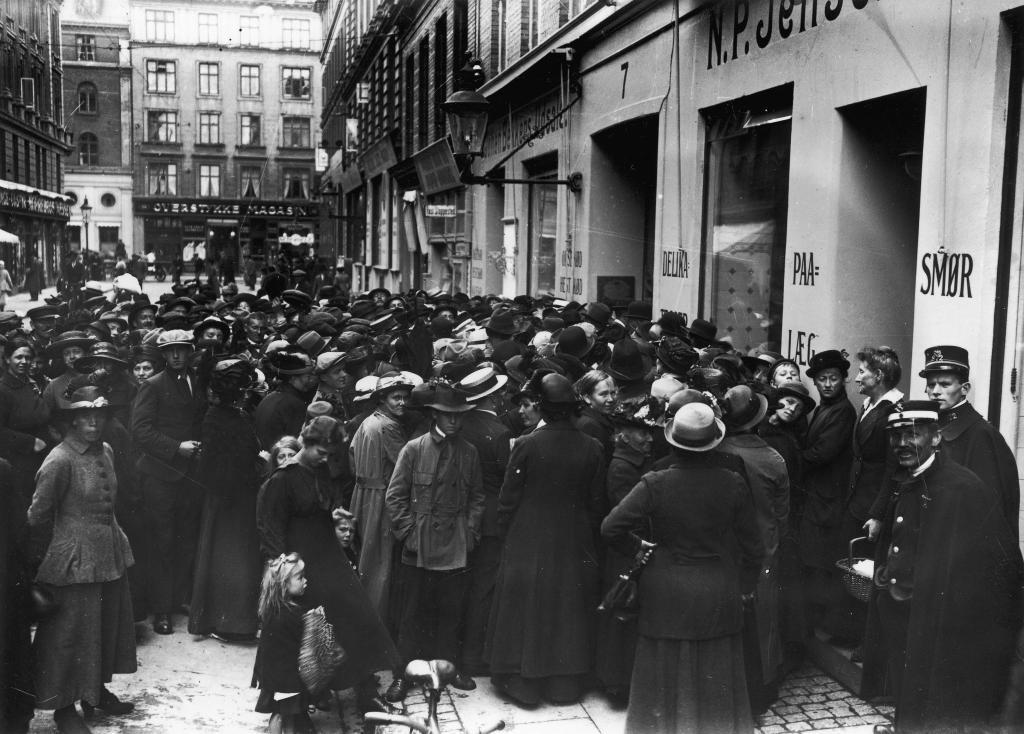
File d'attente devant les magasins pendant le rationnement en 1918.

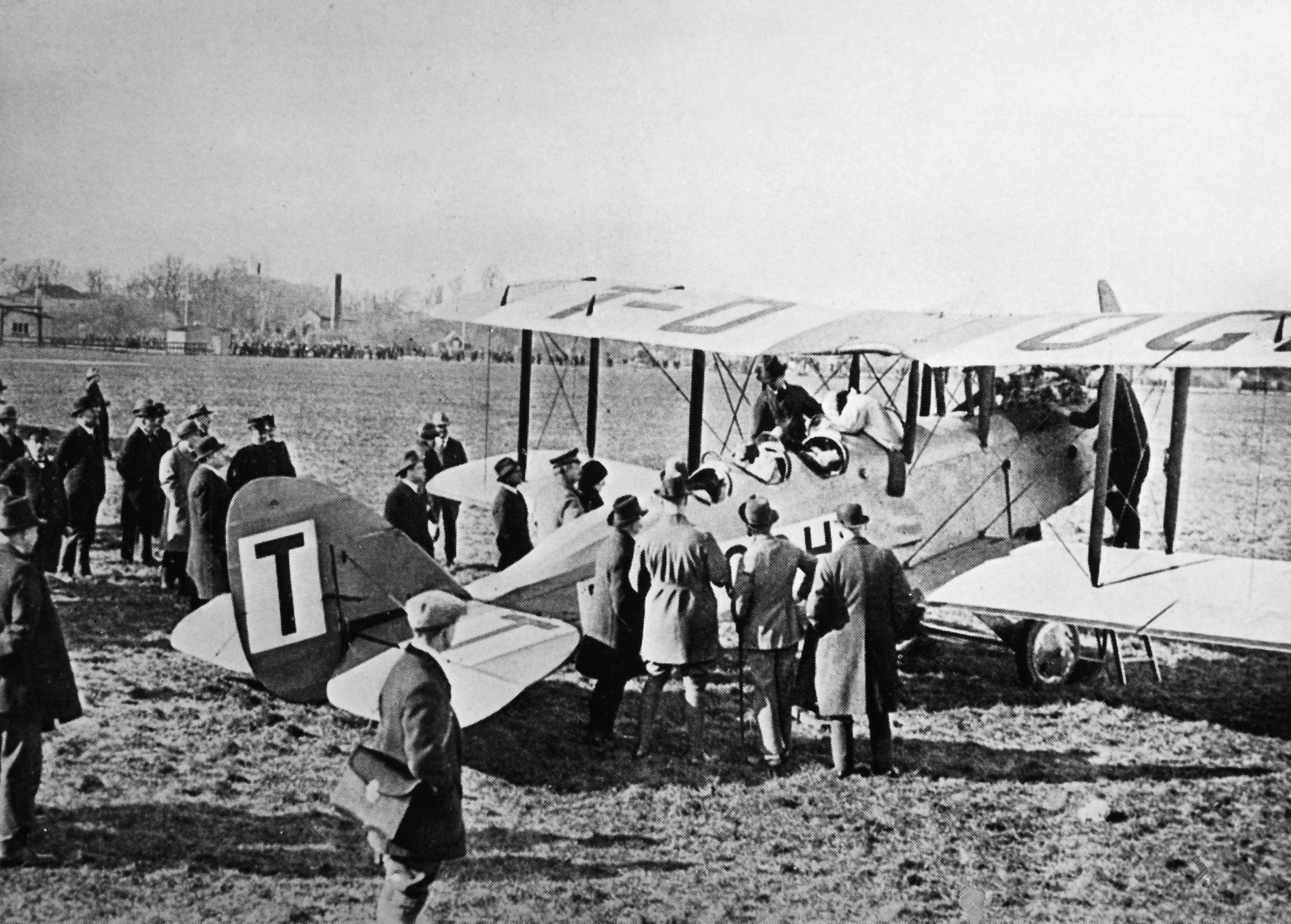
Un Airco DH.9 de la compagnie danoise DDL à l'aéroport de Copenhague en 1921.

En 1901, le régime parlementaire est instauré de facto après la fin d'une forme de prépondérance du Landsting et la reconnaissance de la prépondérance des décisions du Folketing par le Roi.
Durant les premières décennies du XXe siècle, le nouveau Parti radical et le plus ancien Parti libéral se partagent le pouvoir. Les femmes obtiennent le droit de vote en 1915. Au cours de cette période, le Danemark inaugure d'importantes réformes sociales et du marché du travail, jetant les bases de l'état-providence actuel.
Le Danemark reste neutre pendant la Première Guerre mondiale, bien que le conflit affecte considérablement le pays. Le commerce, notamment, est très perturbé par le blocus de l'Allemagne par l'Entente et la guerre sous-marine allemande, puis l'instabilité financière qui suit en Europe. Les colonies danoises aux Antilles sont vendues aux États-Unis. En 1918, l'Islande devient un royaume en union personnelle avec le Danemark. Après la défaite allemande, le Traité de Versailles prévoit un plébiscite au Slesvig. À la suite de celui-ci, les habitants du Nord du Slesvig décident de rejoindre le Danemark en 1920. La frontière méridionale est ainsi fixée.
Le roi et certaines parties de l'opposition sont mécontents du fait que le premier-ministre Carl Theodor Zahle n'ait pas profité de la défaite allemande pour récupérer une plus grande partie de la province, perdue lors de la guerre des Duchés. Le roi et l'opposition veulent notamment se réapproprier la ville de Flensbourg, alors que le gouvernement n'exige que les territoires où les Danois sont majoritaires. Pensant avoir le soutien de la population, le roi démet le gouvernement de Zahle suscitant la Crise de Pâques 1920. À la suite de manifestations devant son palais, le roi renonce à son projet d'extension territoriale et c'est la dernière fois que le souverain intervient dans les affaires politiques.
Aux élections de 1924, les Sociaux-démocrates conduits par le charismatique Thorvald Stauning deviennent le premier parti du Danemark, et le restent jusqu'en 2001. Après avoir dû quitter le pouvoir en 1926, les Sociaux-démocrates y reviennent en 1929. Stauning accepte alors de travailler avec certains partis « bourgeois », formant une coalition avec le Parti radical, pour dégager un consensus qui permet de mettre fin à la Grande Dépression des années 1930.
Le 30 janvier 1933 en effet, la coalition gouvernementale et le Parti libéral, alors dans l'opposition, signent l'Accord de Kanslergade. Cet accord prévoit une extension des droits des travailleurs et des subsides étatiques aux agriculteurs. Cette réforme sociale jette les bases d'un État-providence. Lors des élections législatives qui suivent, en 1935, les Sociaux-démocrates obtiennent le score le plus élevé jamais obtenu par un parti politique au Danemark : 46 % des voix.

### Pendant la Seconde Guerre mondiale
En dépit d'une déclaration de neutralité au début de la Seconde Guerre mondiale et de la conclusion d'un traité de non agression avec l'Allemagne nazie le 31 mai 1939 à Berlin, le Danemark est occupé par la Wehrmacht le 9 avril 1940, au titre de l'opération Weserübung. Contrairement à la plupart des gouvernements des pays envahis par les Nazis, le roi Christian X de Danemark et son gouvernement donnent l'ordre à l'armée de ne pas opposer de résistance et choisissent de rester dans le pays sous l'occupation qui se prolonge jusqu'au 5 mai 1945.
La spécificité de l'occupation du Danemark réside dans les conditions de l'occupation, qui ont laissé les instances en place, si l'on excepte l'interdiction du Parti communiste du Danemark. La nouvelle coalition gouvernementale, toujours sous la direction du premier-ministre Thorvald Stauning, essaye de pratiquer le compromis pour protéger la population. Le Parlement (Folketing) est autorisé à maintenir ses sessions, la police reste sous contrôle danois et les autorités allemandes se maintiennent à l'écart de la population. Cependant, au cours du temps, les exigences allemandes deviennent inacceptables pour le gouvernement qui démissionne en 1943. Dès lors, les Nazis prennent complètement en charge le pouvoir.
On voit apparaître une résistance armée contre les forces d'occupation. Vers la fin de la guerre, les Nazis ont de plus en plus de mal à contrôler le pays, mais celui-ci doit attendre l'arrivée des Alliés pour être libéré.
L'exfiltration de la plupart des Juifs danois vers la Suède est un événement tout à fait remarquable de cette période. 6000 personnes ont été transférées en Suède en 1943, lorsque les premières menaces de déportation se firent jour.
En 1944, l'Islande rompt l'union personnelle avec le Danemark, qui reconnait la séparation au terme immédiat de la Seconde Guerre mondiale.

### Après-guerre
Après la guerre, en raison de la menace de l'URSS et des leçons de la Seconde Guerre mondiale, le pays abandonne sa politique de neutralité. Le Danemark devient membre fondateur de l'Organisation des Nations unies et de l'OTAN, même s'il a tout d'abord essayé de former une union de défense scandinave avec la Norvège et la Suède.
En 1948, les Îles Féroé obtiennent un statut d'autonomie. En 1953, d'autres réformes politiques sont effectuées avec l'adoption d'une nouvelle constitution : le Landsting, la chambre haute du parlement, est supprimé, le statut de colonie du Groenland est aboli et les femmes obtiennent le droit de monter sur le trône.
Une ébauche de « bloc régional nordique » a eu lieu dans les années 1960 avec le Marché commun du nord ou « NordEk », abandonné après le retrait de la Finlande. Un Conseil nordique, créé en 1952, constitue le cadre d'une coopération active. Le 5 juin 1953, une nouvelle constitution, à régime unicaméral, à possibilité de succession féminine au trône, à régime parlementaire de jure, est signée par le roi Frédéric IX.
En 1960, le Danemark devient membre de l'Association européenne de libre-échange (AELE).
En 1972, les Danois acceptent par référendum de rejoindre la Communauté européenne et le Danemark en devient membre le 1er janvier 1973. Depuis lors, le Danemark est un membre hésitant de l'Europe, rejetant de nombreuses propositions et refusant notamment par référendum le traité de Maastricht le 2 juin 1992 (50,7 % de votes négatifs) et l'euro le 28 septembre 2000 (53,1 % de votes négatifs). Le Danemark refuse aussi de participer à la Politique de sécurité et de défense commune. Bien que membre de l'espace Schengen, il rétablit parfois des contrôles à ses frontières comme en 2011.
L'Øresundsbron, le pont de l'Øresund, relie depuis 2000, Copenhague à la ville de Malmö en Suède.
Le 14 janvier 2024, la reine Margrethe II abdique en faveur de son fils, le prince héritier Frederik, qui devient le roi Frederik X. C’est la première fois en 900 ans qu’un monarque renonce au trône de son vivant.

### Galerie de dirigeants politiques récents
Chef(fe)s du gouvernement danois

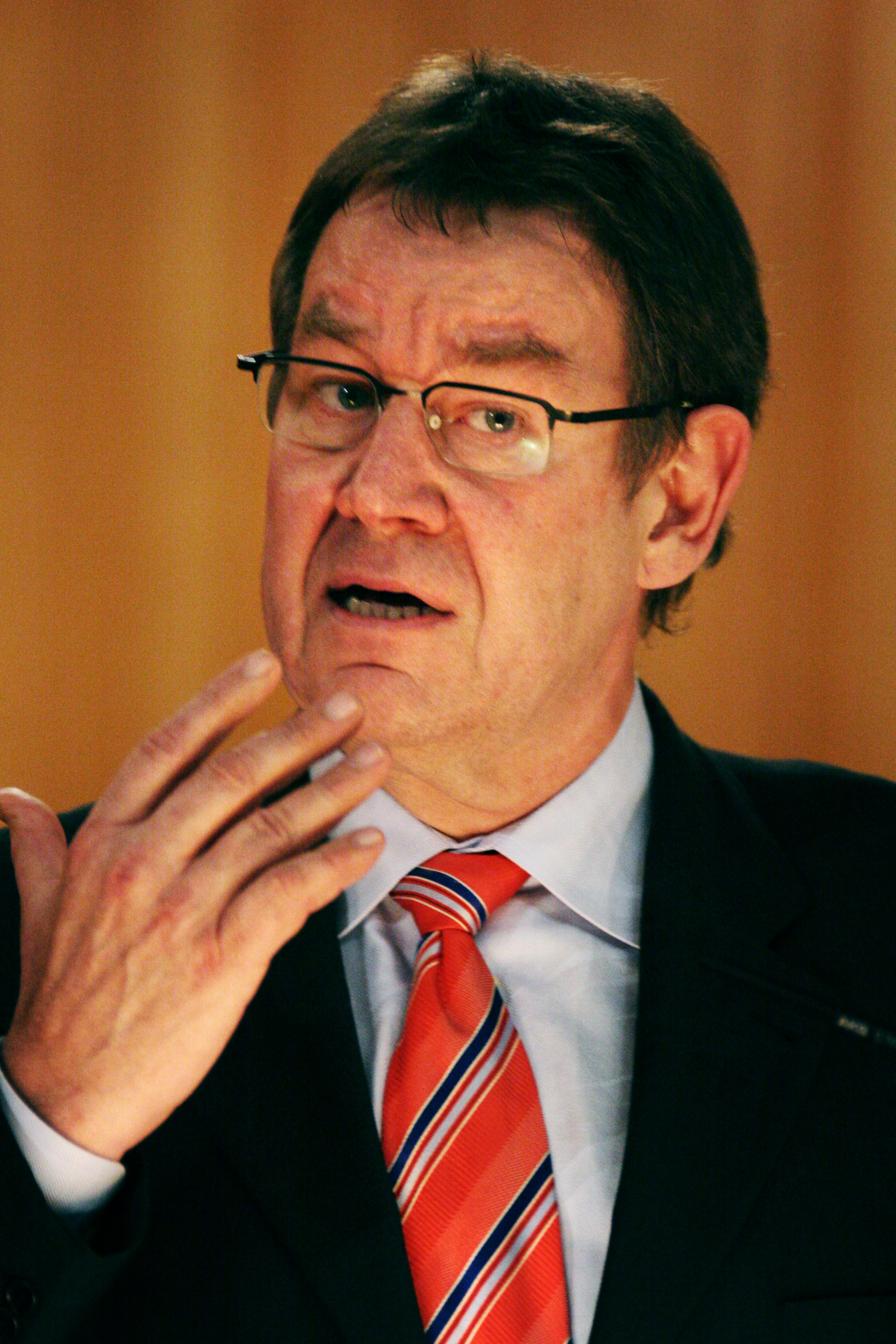
Poul Nyrup Rasmussen 1993-2001
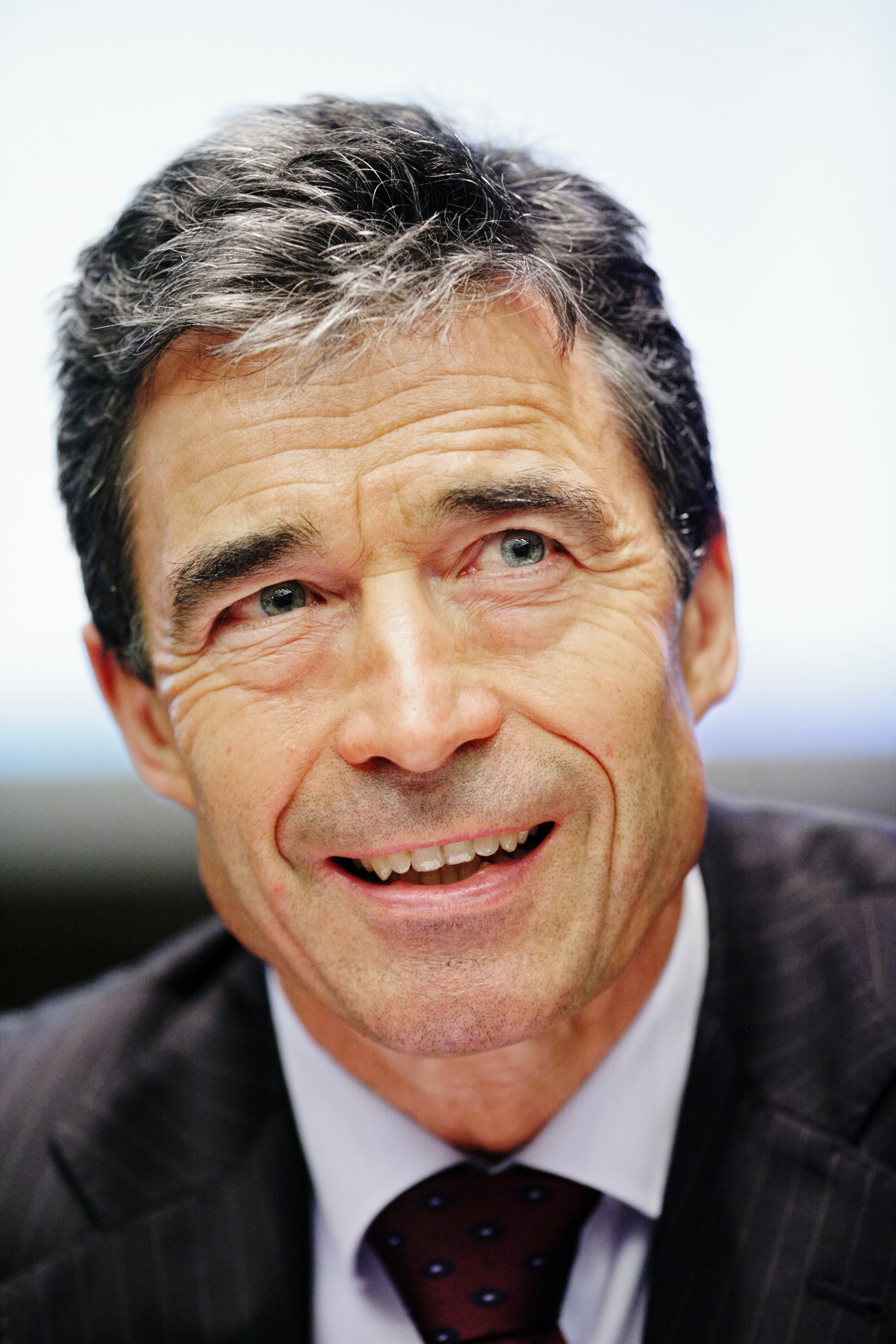
Anders Fogh Rasmussen 2001-2009
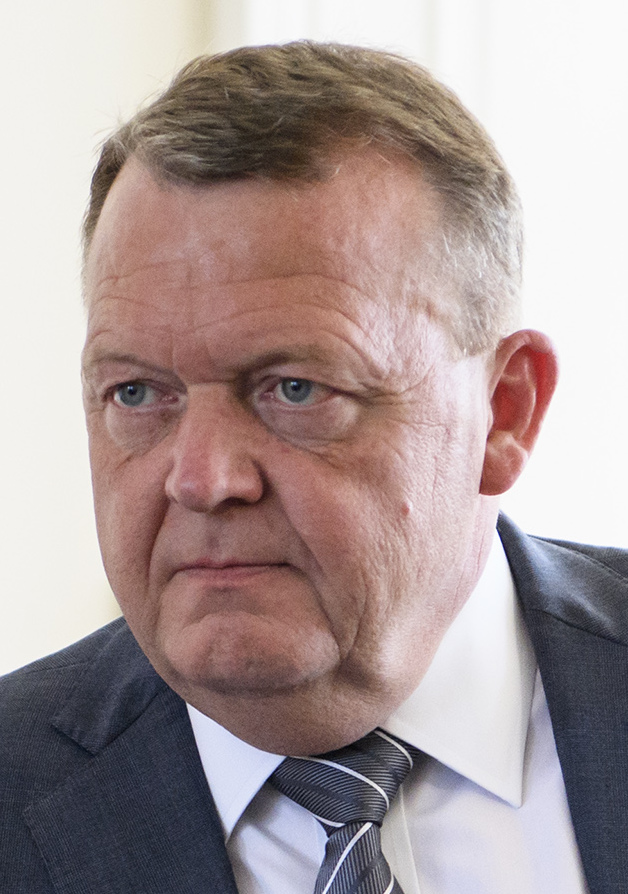
Lars Løkke Rasmussen 2009-2011 2015-2019
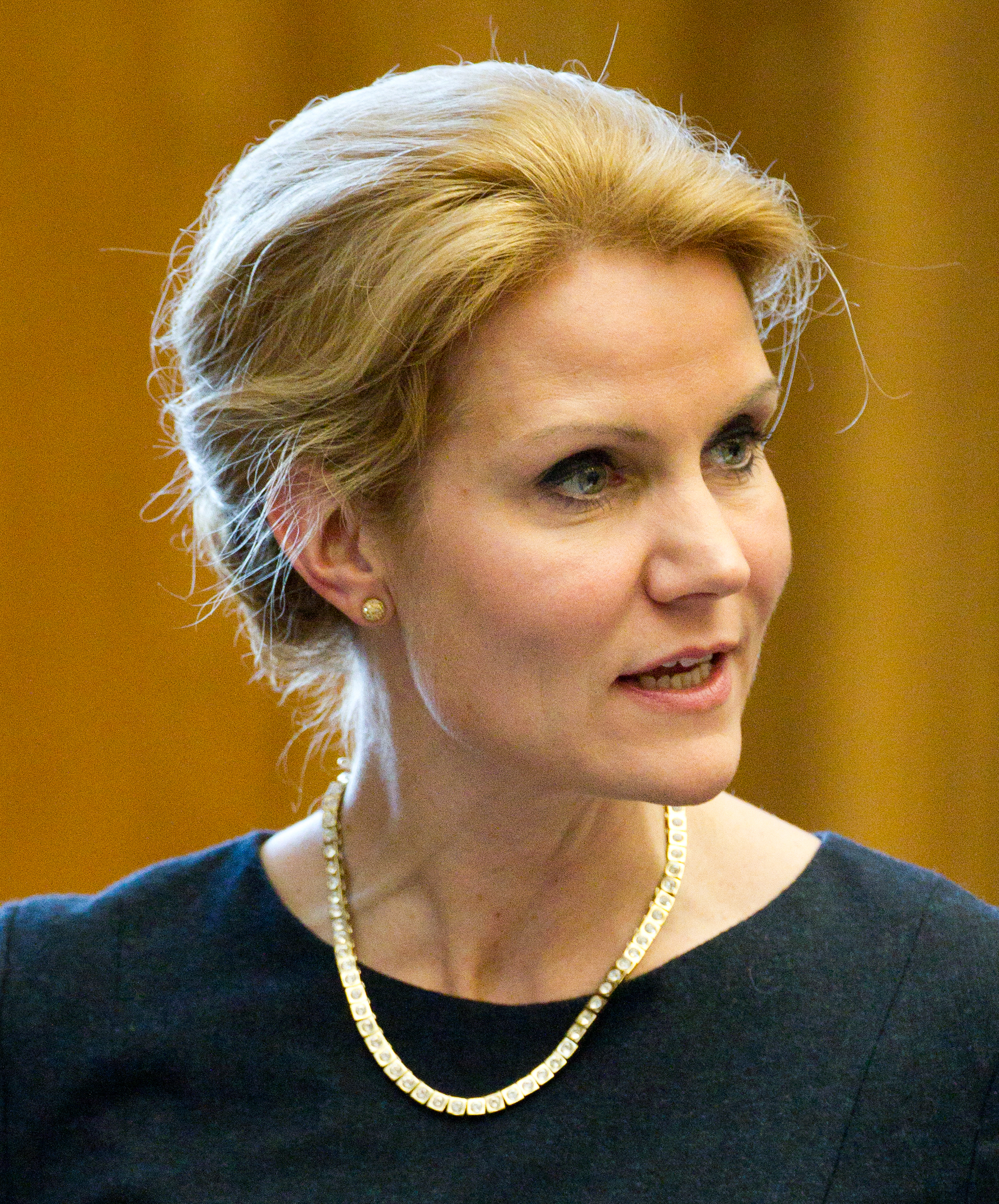
Helle Thorning-Schmidt 2011-2015
Mette Frederiksen 2019-présent